# Picanya
L'Honorable Vila de Picanya és un municipi del País Valencià situat a la comarca de l'Horta Sud, que limita amb les localitats d'Alaquàs, Catarroja, Xirivella, Paiporta, Torrent i València ciutat. Picanya s'agermanà l'any 1992 amb Panasòu (França).

## Geografia
El terme municipal s'assenta sobre la plana al·luvial d'origen Quaternari localitzada al voltant del riu Túria. Els relleus morfològics són molt senzills; es un territori que s'eleva lleugerament des de la mar cap a l'interior, amb corbes de nivell paral·leles a la costa, que van minvant en endinsar-se cap a l'oest, fins trobar els primers peus de mont. El terme de Picanya es situa entre les isohipses dels 20 i 30 metres, amb una altitud mitjana de 15 msnm.
| Alaquàs | Xirivella | València          |
| Torrent |           | València Paiporta |
| Torrent | Catarroja | Paiporta          |

Del paisatge destaca el Barranc de Torrent, que naix a mes de 800 m. a la serra Calderona per desembocar a l'Albufera. Creua els termes de Xiva, Xest, Torrent, Picanya, Paiporta, Massanassa i Catarroja. Travessa el poble de Picanya dividint en dos el nucli urbà (Picanya i Vistabella). Normalment roman eixut i porta aigua després de fortes pluges. Va tindre crescudes importants els anys 1949, 1957 i el 2024 (vore gota freda de l'any 2024). El barranc ha separat històricament les terres de regadiu de les de secà. Eixa divisió romangué fins el final del segle XIX.
Pel terme passa la Séquia de Benàger i Faitanar.
Picanya està comunicada directament amb una xarxa extensa i autovies:
- Aeroport de València (12 km), Port (13 km), A-3 (6 km), V-30 (3 km), València ciutat (6 km), Parc tecnològic (18 km).
- Ferrocarrils de la Generalitat Valenciana, també compta amb estació de ferrocarril (Línies 1, 2 i 7 de Metrovalència, l'estació es troba a les zones AB de Metrovalència).

Altres vies de comunicació son:
| - Assagador del Camí de Faitanar - Assagador del Camí de la Pedrera - Assagador del Camí Vell de Torrent - Camí d'Alaquàs - Camí de Florentina - Camí de la Foia - Camí de la Nòria | - Camí del Molí de la Campaneta - Camí del Realenc - Camí del Regal - Camí dels Horts - Carretera d'Albal - Carretera de Paiporta - Carretera de Torrent |

L'extensió del terme municipal és de 7,12 km², ocupat en gran part per diverses explotacions agrícoles, amb predomini de cítrics i cultius de temporada, així com vivers de plantes i flors i quatre polígons industrials (Faitanar, Taronja, Moret i Raga) ocupats i en producció.

### Els horts de tarongers
| - Hort de Montesinos - Hort d'Almenar - Hort de Pla - Hort de Villahermosa - Hort de Coll, ara Hort de Barral Boluda | - Hort d'Albinyana, ara Hort de San Rafael - Hort de Veyrat - Hort de Gamón - Hort de les Palmes - Hort de Lis |

### Barris
- Barri del Carme
- Barri del Pilar

### Partides i grans divisions
El terme de Picanya (juntament amb Vistabella) està conformat per les següents partides:
Partides
| - de l'Alter - de la Baixada Blanca - de la Baixada del Regal - de les Cadiretes - de la Canariera | - del Canyaret - del Col·locó - de la Creu - del Dissabte - de la Faixeta | - de la Foia - de la Garita - del Mal Pas - de la Martina - de les Palmes | - de la Pedrera - del Realenc - del Regatxo - de la Sequieta - del Tormonet |

Grans divisions del terme
Dins del terme de Picanya podem distingir dues zones agrícoles amb característiques pròpies i diferenciades: el Realenc, zona de regadiu tradicional històricament irrigada amb l'aigua del Túria; i el Regatxo, zona tradicional de secà situada a la part meridional de la població; terres de secà que foren transformades en regadiu a finals del segle xix.

## Història

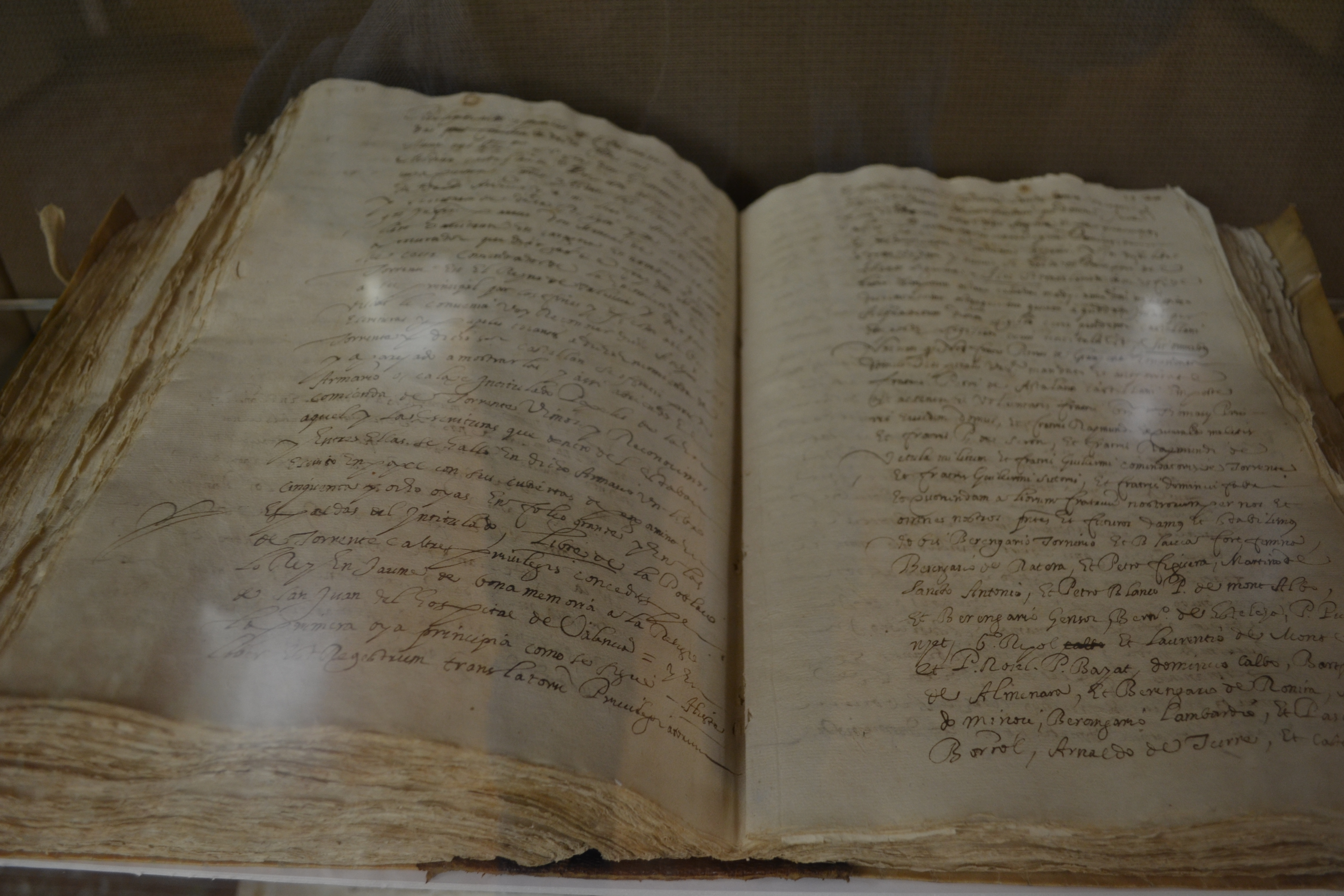
Carta de poblament de Picanya i Torrent (1248).

Inicialment el nucli originari de Picanya en època musulmana el constituïa la propietat del musulmà Hamet Amazoor, també anomenada Rafal Massot (escrit antigament «Rahal Maçoth» o «Rahal de Maçoth»), que fou atorgada per Jaume I a Pere de Sanahuja, i els hereus d'aquest la veneren a Arnau de Romaní, que en ingressar com a religiós hospitaler el 17 de març de 1260, la cedí a l'orde per mans del lloctinent del castellà d'Amposta, fra Bernat de Salanova. Els hospitalers atorgaren carta de poblament a Picanya l'any 1248.
Picanya, que pertanyia a l'Orde de Sant Joan de l'Hospital depenia del comanador de Torrent i les terres es destinaven a cultius de secà: vinyes, garroferes, oliveres i cereals.
Vistabella situada a la vora esquerra del barranc, era terra de regadiu i sempre va pertànyer a la corona i, per tant, hi era baix jurisdicció reial. Dins del seu terme es trobava el lloc de Benàger, que juntament amb el de Faitanar han donat nom a la séquia de Benàger-Faitanar, derivada de la de Quart però organitzada autònomament.
Les fonts parlen de Picanya com un lloc poblat per cristians vells, per la qual cosa és possible que des d'època primerenca als territoris de Torrent i Picanya visqueren cristians que no abandonaren el territori malgrat el domini musulmà.
La primera constància directa del poble de Picanya és un document datat el 7 de juliol de 1267 en què el Castellà d'Amposta, Guido Lagessa, amb l'aprovació i consentiment de Jacobo Bentayllono, comanador de l'Hospital de València i Georgi Pau, superior de la casa, veneren a Raymundo Mullerati i al seu fill, a Berengario Domench i Pedro de Pulcrovicino, terratinents de Rahal Maçoth, per a ells i els seus successors, un dia i una nit d'aigua de la séquia de Torrent, des del diumenge a la nit fins als dilluns a la nit, per la qual havien de pagar 100 sous.
El 8 d'abril de 1383, l'esposa d'Aparici de Villena, del lloc de Picanya, llega a l'església de Torrent 300 sous, fet documentat que confirma l'existència de població, i la seua dependència de l'església de Torrent.
També es fa referència, tant a Picanya com a Vistabella, a finals del segle xv en la «La brama dels llauradors de l'Horta de València contra lo venerable Mossen Bernat Fenollar, Preuere», obra escrita per Mossén Jaume Gaçull; així mateix s'arreplega al «Cançoner satírich valenciá dels segles XV i XVI», de Ramon Miquel i Planas, publicat al 1911.
| « | --- Los LLOCHS DELS PAGESOS --- Torrent, Alaquas, y de Vistabella, Picanya, Mislata, de Quart, y d’Aldaya y de Benetucer, Moncada, y Godella d’Albal, d’Alfafar, Patraix, y Giluella, y d’Almuçafes, tambe y d’Alboraya: Y de Catarroja, Ruçafa y Sollana, tambe d’Espioca, Carpesa y Payporta de Massamagrell, y de Meliana de Benimaclet, y de Borriana, y per abreujar, de tota la horta. Venien armats, en tantes maneres que no puch estar, del tot nous escriga ab vns marraçans, y espases roperes y molt engaltades, les grans ceruelleres y en guarda del nas, cascu vna’spiga: Portant les cuyraces, damunt ben esteses sens cloure ni’strenyer, correjes ni baldes cuxots y sagnies, de calces Flandeses cuyraces prou altes, de tall Genoueses que fins als genolls, los pleguen les faldes... | » |

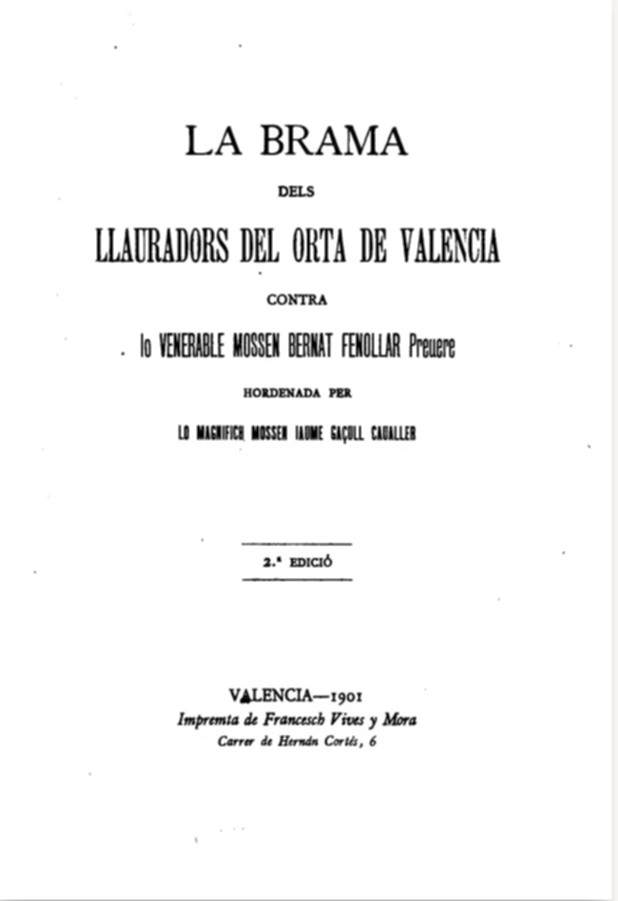
«La brama dels llauradors del horta de València», Jaume Gaçull, ca. 1490-1492

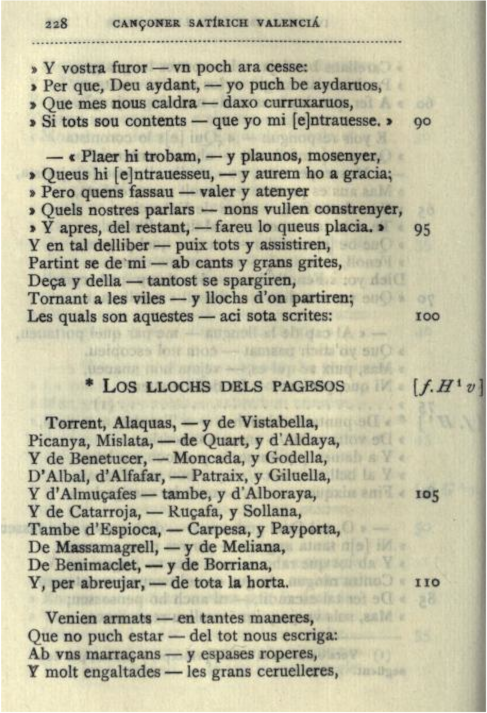
«Cançoner satírich valenciá dels segles XV i XVI». Ramon Miquel i Planas

El nucli sorgit al voltant d'algunes alqueries va anar configurant-se des del segle xvi a partir del Carrer Major, concretament a la cruïlla de l'actual carrer Torrent i el Major. En eixe punt, conegut com «els Quatre Cantons» confluïen el camí que unia Paiporta a Torrent, i el que anava des de la Pedrera de Picassent fins a la ciutat de València, és on van nàixer les primeres cases de l'originaria nucli urbà. Al llarg del segle xvii apareixen les primeres edificacions vora el barranc i comença a formar-se la plaça i l'anomenat camí del Carro que travessava el poble, hui anomenat camí de la Pedrera, com a continuació del carrer Major.

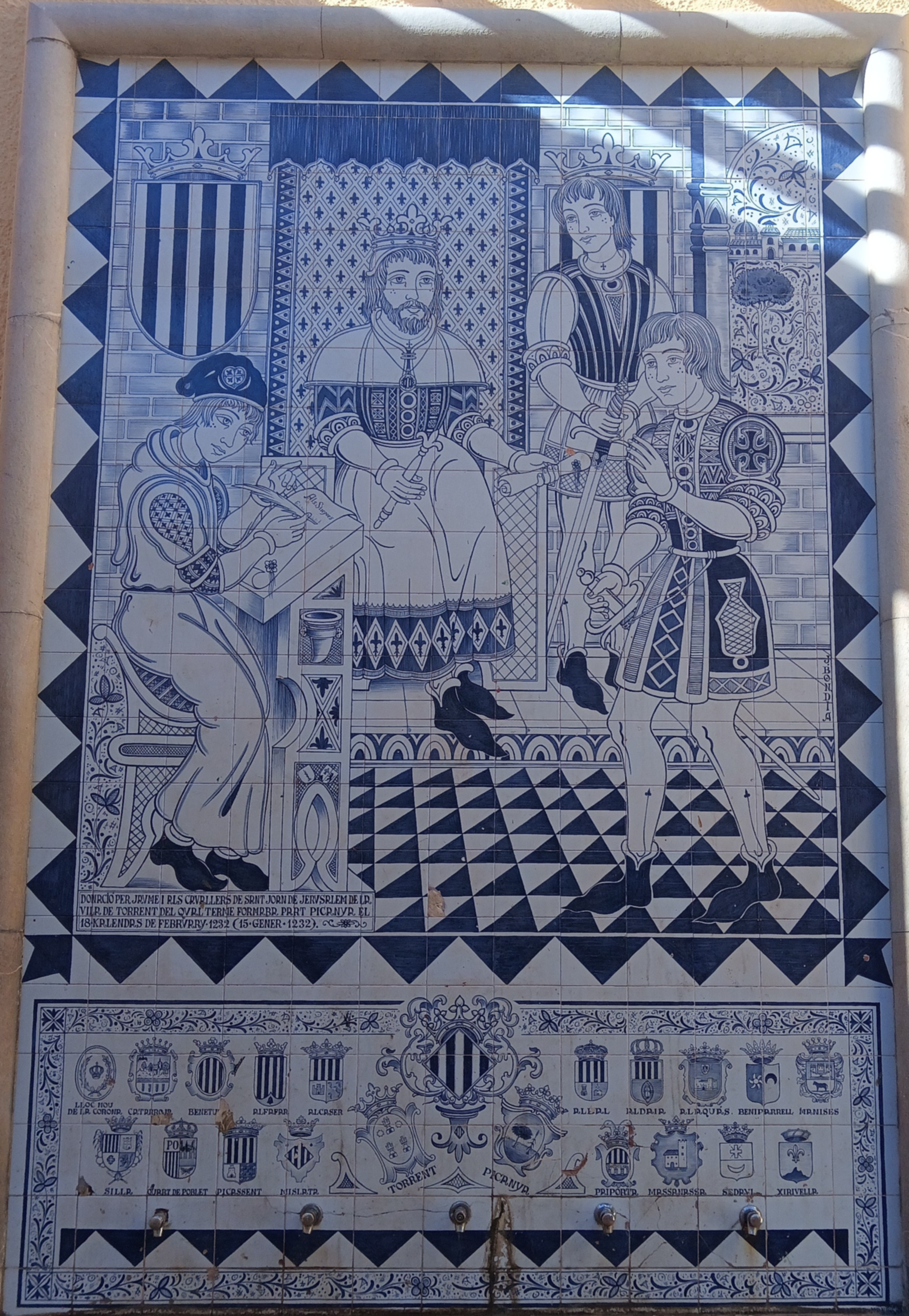
Il·lustració de la donació de Jaume I de Torrent als Templers, el 15 de gener de 1232. Plaça Major de Picanya.

L'any 1598 es va crear la Confraria de la Sang, les constitucions de la qual serien aprovades per Sant Joan de Ribera. Els membres de la confraria eren majoritàriament habitants de Picanya i Vistabella, però també en podien formar part veïns d'altres pobles de la comarca.
El segle XVII suposa l'assentament definitiu del poble amb la creació dels carrers Major, Sant Josep i les places Major i Església. Vistabella es conforma bàsicament per les cases construïdes vora el barranc, els actuals carrer Almassereta i carrer del Sol.
Els pobles de Picanya i Vistabella formaven ajuntaments independents, tot i que compartien l'església i les escoles i pel que fa al procés de fusió, ambdós ajuntaments es van reunir per decidir posar-lo en marxa el 1850:
| « | (castellà) Que no tenint el poble de Vistabella, església, cementeri, presó, ensenyament de cap classe, escorxador, carnisseria cap de les característiques que requerisca a una població i sobretot ser d'aquesta parròquia de Picanya... que el poble de Vistabella s'ha d'unir a aquest de Picanya i per això se sol·licita... | » |

.
Va ser a l'any 1851 quan Vistabella s'annexionà a Picanya per reial decret d'11 de novembre de 1851, signat per Isabel II.
La separació física entre els dos «pobles» no es resoldria fins al 1935, durant la Segona República, quan es construí el Pont Vell sobre el barranc. El fet queda reflectit a l'acta del consistori de 9 de novembre de 1935.
| « | (castellà) S'acorda que amb motiu de la visita dels enginyers de la Diputació Provincial i contractista de les obres del camí de Torrent a Patraix, a fi de donar d'alta el pont sobre el barranc, les despeses que s'originen es carreguen al capítol d'imprevists. | » |

El barri de la Florida pertanyé al municipi fins que va ser incorporat al de Paiporta al 1964.
L'any 2024 fou un dels municipis més afectats pel greu episodi de gota freda, amb immenses destrosses materials i pèrdua de vides humanes.

### Galeria d'imatges de lagota freda d'Octubre de 2024

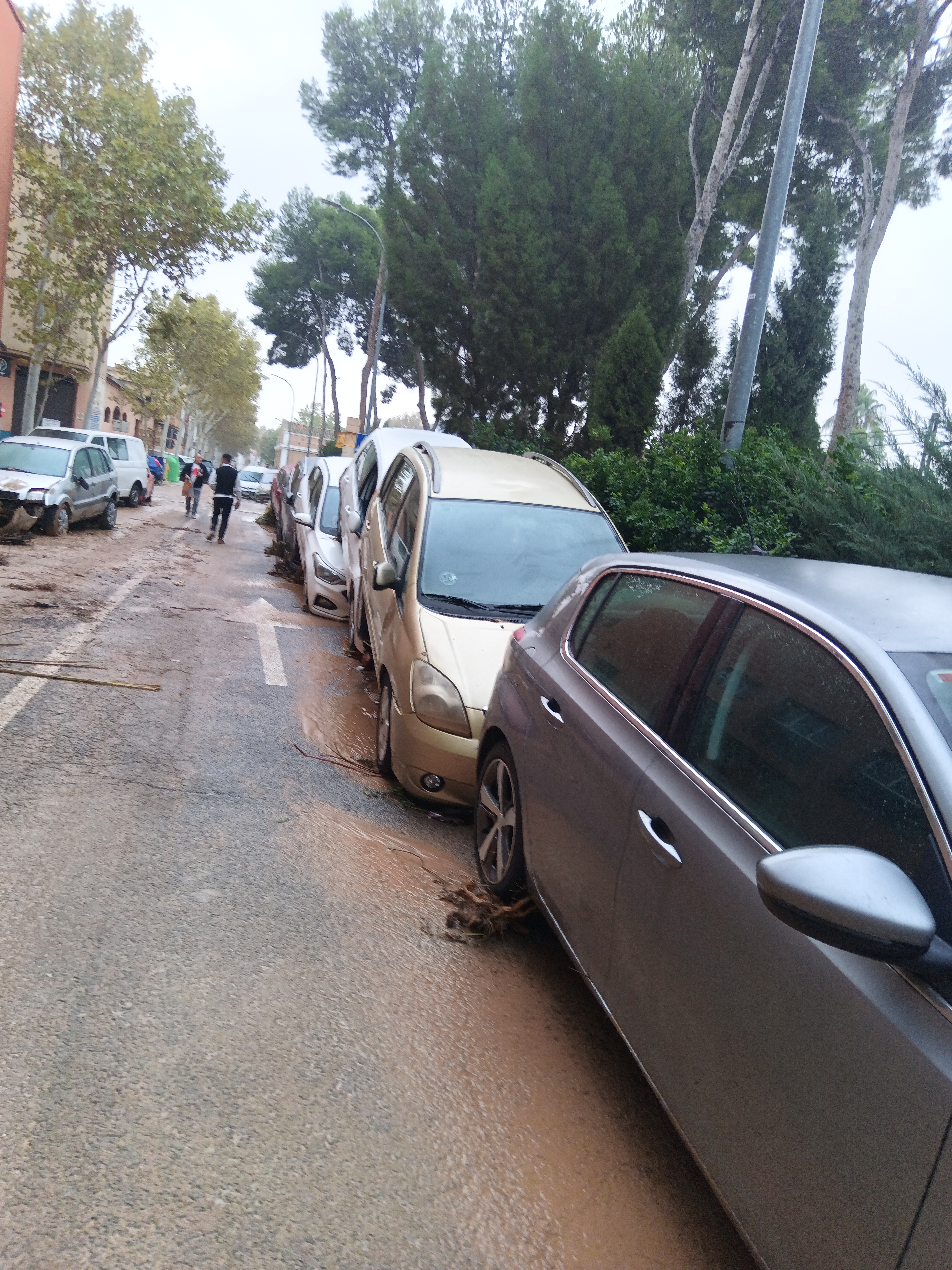
Av. Jaume I
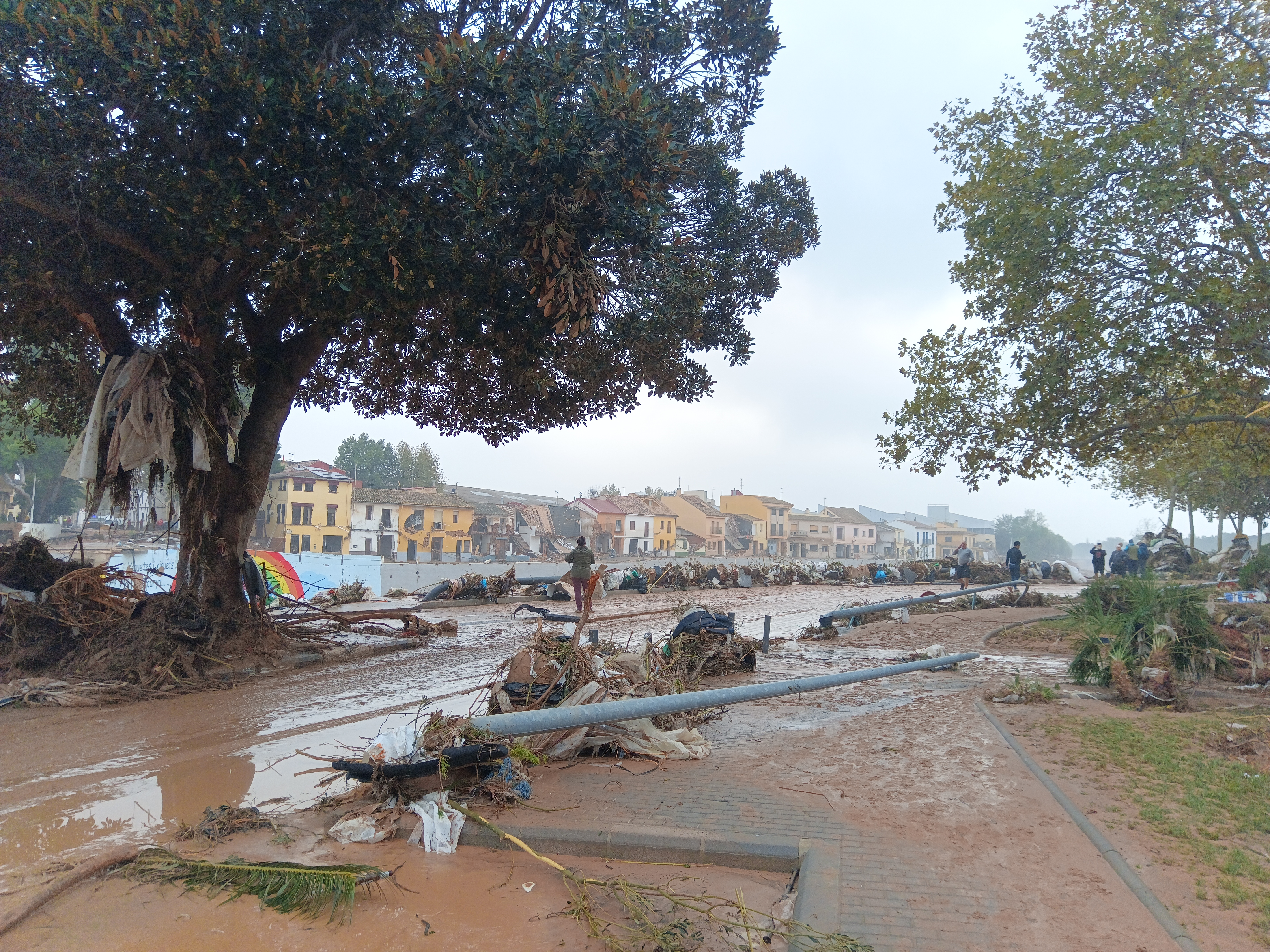
Vista de Vistabella des del Carrer Senyera
- Polígon de Raga
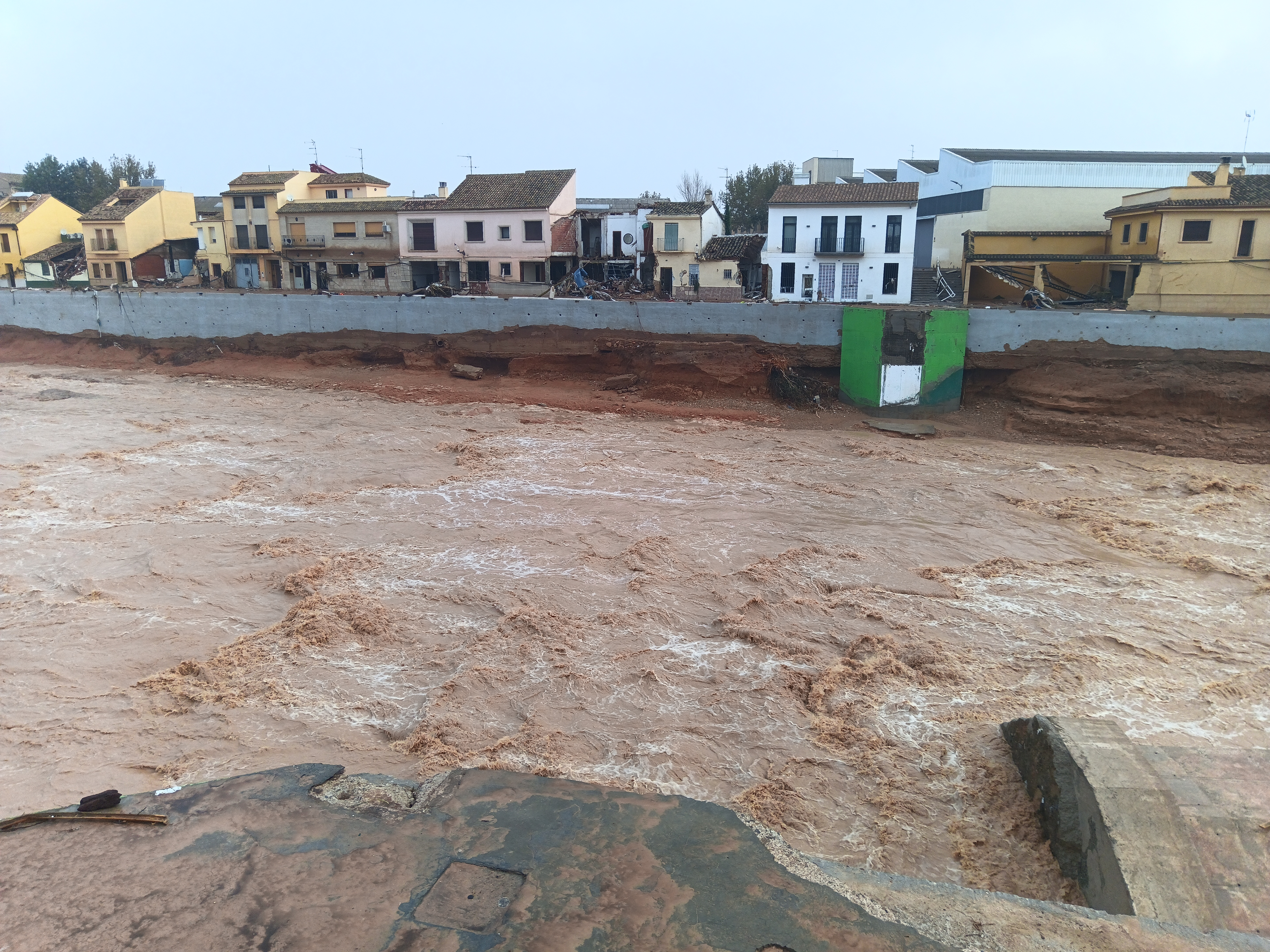
Vista de Vistabella des del Carrer Sanchis Guarner
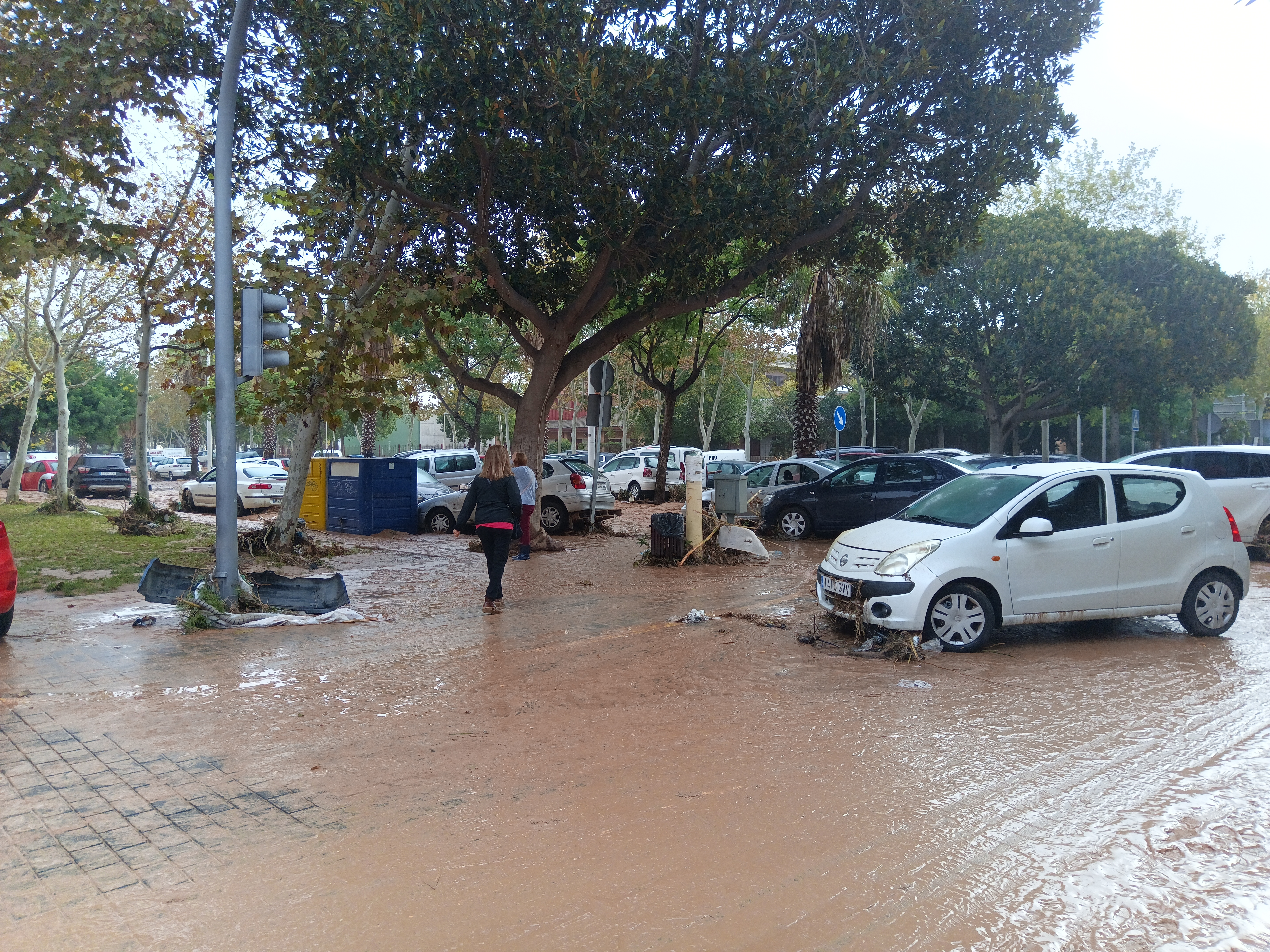
Av. Generalitat Valenciana

### Alqueries històriques[22]
| - Alqueria de Sant Joan del Mercat - Alqueria d'Alcedo - Alqueria de Martí - Alqueria de Babiera - Alqueria de Regal - Alqueria del Serrador | - Alqueria de la Foia - Alqueria Alta - Alqueria de Raga - Alqueria de Garcés - Alqueria de Florentina - Alqueria de Moret | - Alqueria de Císcar - Alqueria de Serafí - Alqueria de Rulla - Alqueria de Mangarrota - Alqueria de Turuvio |

### Altres nuclis de poblament
A més a més dels nuclis poblacionals de Picanya i Vistabella, també hi havia població que vivia en casetes i alqueries.
| - Caseta de Bernabé - Caseta de Talla-rabos |

### Alqueries a l'horta de Picanya al 1903[d][24]
| - Alqueria de Giner (segle xix) - Alqueria de Pla (segle xvii) - Alqueria del Clavero (segle xvii) - Alqueria de Serrador (segle xvii - Alqueria de Xarandell (segle xviii) - Alqueria de Moret (segle xix) - Alqueria de Raga (segle xvii) | - Alqueria de Rulla (segle xviii) - Alqueria de Mangarrota (segle xviii) - Alqueria de Serafí (segle xviii) - Alqueria de la Foia (segle xviii) - Alqueria de Florentina (segle xviii) - Alqueria de Regal (segle xvii) - Alqueria d'Escrivà o alqueria Alta (segle xviii) |

### La transformació agrària
Cap al darrer terç del segle xix, gràcies a la invenció de la màquina de vapor les terres de secà van passar a ser de regadiu, emprant motors de reg, substituint el tradicionals conreus de secà, entre els que s'hi trobaven garroferes, oliveres, vinya, mallols , i alguns cereals com la civada i introduint el conreu del taronger. En terra de secà hi havia alguna explotació reduïda que es regava gràcies al pous d'escassa fondària, de sénies mogudes per animals. Aquestes primerenques transformacions van ser dutes a terme per burgesos i professionals liberals residents a València, que adquiriren importants superfícies per plantar tarongers, imitant el que ja havia succeït amb èxit a d'altres indrets del País Valencià, com Carcaixent. En aquest cas les inversions eren mínimes car el desnivell era escàs i tan sols calia construir un pou i les xarxes de reg; si el tram de séquia era molt llarg, cada 50 m. aproximadament s'hi feia un partidor per contenir millor el cabal d'aigua. La xarxa de séquies més antigues són a l'Hort de Pla. Aquestes inversions es localitzen entre el camí de la Pedrera, el de Santa Anna i el dels Horts. Aquesta zona, que ve a ser triangular, i on es localitzen els horts de Lis, de Montesinos, d'Albinyana, de Pla, de Gamón, de Veyrat i de Coll, es on es va introduir el cultiu del taronger a l'Horta Sud a partir dels anys 80 del segle xix.

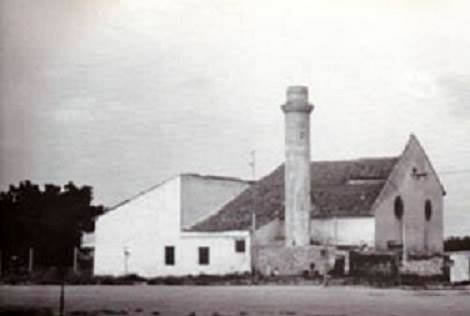
Motor de Giner de Picanya

Durant aquests primers anys les transformacions a regadiu i els tarongers tan sols foren en aquests horts, que a l'any 1904 ja comptaven amb 16 pous lligats a les grans finques de tarongers; a partir del segle xx, es creen algunes societats civils de regants i és quan el conreu del taronger s'estén de forma generalitzada per tot el terme. L'any 1890 va entrar en funcionament el motor de Giner, el 1896 el motor de Valero, el 1916 el de Sant Jordi, el de Sant Agustí i el de la Sang i el de Sant Miquel el 1928. Al 1933 hi havia a Picanya vint-i-tres motors incloent els dels horts,  Aquest fet feu que les terres de secà pràcticament desaparegueren del terme. 
En un principi la majoria dels pous tenien una fondària de 30 m. però l'excés de perforacions feu que el nivell freàtic descendira alarmantment, i els nous pous hagueren d'aprofundir entre 90 i 150 m. Cal diferenciar dues etapes en la formació de zones de pous: la primera va ser a la gran divisió del terme del Regatxo, introduint el taronger, i la segona quan es mobilitzen els llauradors creant les Societats Civils de Regants.

### Els motors de reg
Els primers motors de reg funcionaven gràcies a màquines de vapor i necessitaven un fumeral de rajoles i una menuda casa coberta a dos vessants per a instal·lar el motor i una roda de paletes, que funcionava amb transmissió reductora de corretges. Avançada la dècada de 1910 s'introduí un altre tipus de motor, el de gas pobre; tot i això el motor més acceptat va ser l'elèctric que començà a introduir-se a partir del 1920-1930 en edificis de nova factura i que cap al 1940 acabà per substituir els anteriors models.
Les noves instal·lacions requerien reformar els antics pous i construir una torreta per a la comesa elèctrica. Al costat del pou es comú trobar sovint una bassa de reg que construïdes en alt sobre el terreny permetien amollar aigua a la xarxa de reg  quan calia per mitjà d'una vàlvula i poder regar. Localitzades darrere de la casa, també servien per a prendre el bany en l'estiu.
Llista de recursos hidrogràfics publicada a l'obra de l'Acadèmia Valenciana de la Llengua sobre Picanya.

#### Motors
| - Motor de Sant Jaume - Motor de Sant Isidre - Motor de Sant Cristòfol - Motor de Sant Josep - Motor de la Sang - Motor de la Mare de Déu dels Desemparats - Motor del Progrés - Motor de Valero - Motor de Giner - Motor de Sant Jordi | - Motor de Sant Agustí - Motor de l'Hort d'Almenar - Motor del «Porvenir» - Motor de l'Hort del Cellut - Motor de l'Hort d'Albinyana - Motor de l'Hort de Veyrat - Motor de l'Hort de Lis - Motor de l'Hort de Pla - Motor de l'Hort de Llop - Motor de l'Hort de Mina |

#### Séquies i barrancs
| - Barranc de Xiva - Escorredor de l'Alqueria del Pollastre - Séquia de Faitanar - Séquia de la Martina | - Séquia del Terç de Picanya - Séquia del dijous - Segon braç del Terç |

### La taronja
Les taronges blanques van ser les primeres que es conrearen en l'expansió del cultiu; la comuna i després la cadenera i la salustiana. Durant els primers anys a Picanya la Thompson fou la protagonista, tot i que després va predominar la Washington improved navel. El bon clima de l'Horta farà que poc a poc els llauradors trien les varietats primerenques.
Juntament amb el conreu massiu de la taronja apareixen els magatzems de taronja; cap al primer terç del segle existeixen al voltant de deu. Els més antics són els de Valero, Giner, «Metjull», Raga, Clavell, Tronch, Pla, del «Sec», «Gafarró», o del tio Àngel de «Fosca». Es pot dir que el comerç de cítrics manté quasi tota la població ocupada, car calen encaixadores, collidors, alfarrassadors, carreters, fusters o cabassejadors.
Dins del terme de Picanya podem distingir dues zones agrícoles amb característiques pròpies i diferenciades: el Realenc, zona de regadiu tradicional històricament irrigada amb l'aigua del Túria; i el Regatxo, zona tradicional de secà situada a la part meridional de la població; terres de secà que foren transformades en regadiu a finals del segle XIX.

### Víctimes de la Guerra Civil i represaliats pel Franquisme
- Ricard Capella i Claramunt (rector), assassinat.[37][38]
- Vicente Cervera Estellés (UGT), represaliat.[39]
- Vicente Ciscar Sanz (UGT), represaliat.[39]
- Cayetano Ciscar Cervera (CNT), llibertat provisional.[39]
- Vicente Escribà Martí (CNT), Presó Model de València i Presó de St. Miquel dels Reis.[39]
- Antonio Escribà Martí (UGT), represaliat.[39]
- Ángel García García, represaliat.[39]
- Enrique Iranzo Escoto (Izquierda Republicana), represaliat[39]
- José Navarro Anchel (Partit Comunista), executat.[39]
- José Navarro Hernández (CNT), Presó de St. Miquel dels Reis, condemna 30 anys.[39]
- José Ricart Morellà (Agrupación Socialista), Presó Model de València.[39]
- Dalmacio Sos Antonino (Izquierda Republicana), Presó del Puig, Presó de St. Miquel dels Reis, condemna de 30 anys.[39]
- José Tarazona Alejos (CNT), represaliat.[39]
- Severino Tarazona Alejos (CNT), detingut, Presó de Llíria.[39]
- Bautista Tarazona Martínez (Agrupación Socialista), represaliat.[39]
- Pascual Vilanova Vázquez (Partit Comunista), represaliat[39]
- Bàrbara Almenar i Tarazona, acusada de pertànyer a la UGT, van comdemnar-la a 30 anys dels quals, només en va complir tres a la Presó del Convent de Santa Clara de València. El 2023 el grup Dones de Picanya crea el premi «Bàrbara Almenar Tarazona» en el seu honor.[40][41]
- Pilar Coll Alas, represaliada.[40]
- Josefa Martínez Raga, represaliada.[40]
- Argimira Montesa Casanova, represaliada.[40]
- Trinidad Zamorano Márquez, represaliada.[40]
- Francisco Almenar Dalmau, represaliat.[40]
- Francisco Baixauli Serrador, represaliat.[40]
- Manuel Fonfrías Gil, represaliat.[40]
- Vicente Gil Tejero, represaliat.[40]
- Eduardo Navarro Hernández, represaliat.[40]
- Manuel Pérez Pascual, represaliat.[40]
- Carlos Romeu Beltrán, represaliat.[40]
- Mariano Soria Machancoses, represaliat.[40]

### Memorial a les víctimes de la guerra civil i la repressió franquista

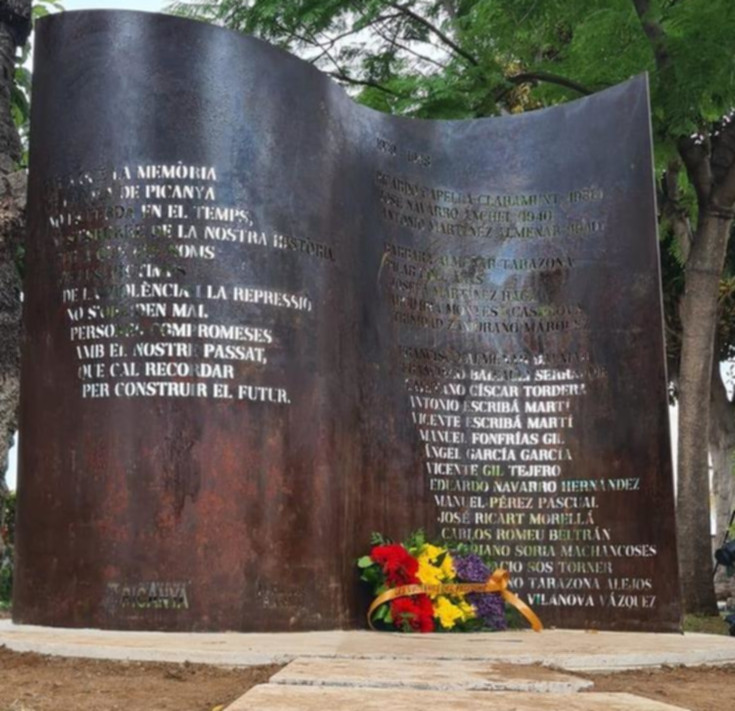
Memorial a les víctimes de la guerra civil i represaliats per la dictadura a Picanya 1939 - 1948.

A l'octubre de 2022, el poble de Picanya ret homenatge a les víctimes de la guerra civil i als represaliats pel franquisme, instal·lant un memorial a la plaça de la Constitució. L'escultura formada per dues peces de ferro de formes complementàries i corbades que s'unixen i que contenen el text i la relació de persones homenatjades. El text que dona pas al llistat de víctimes és el següent:
| « | Per a què la memòria de la vila de Picanya no es perda en el temps, ni s'esborre de la nostra història. Per a què els noms de les víctimes de la violència i la repressió no s'obliden mai. Persones compromeses amb el nostre passat que cal recordar per construir el futur. | » |

La peça s'ha situat allà on estava l'Ajuntament del poble en l'època de la guerra. La iniciativa va nàixer del CEL (Centre d'Estudis Locals), encapçalada per Alfred Ramos González, president del mateix. La factura de l'homenatge és obra de l'artista visual local María José Planells Martínez.

### Picanya i l'Estatut d'Autonomia

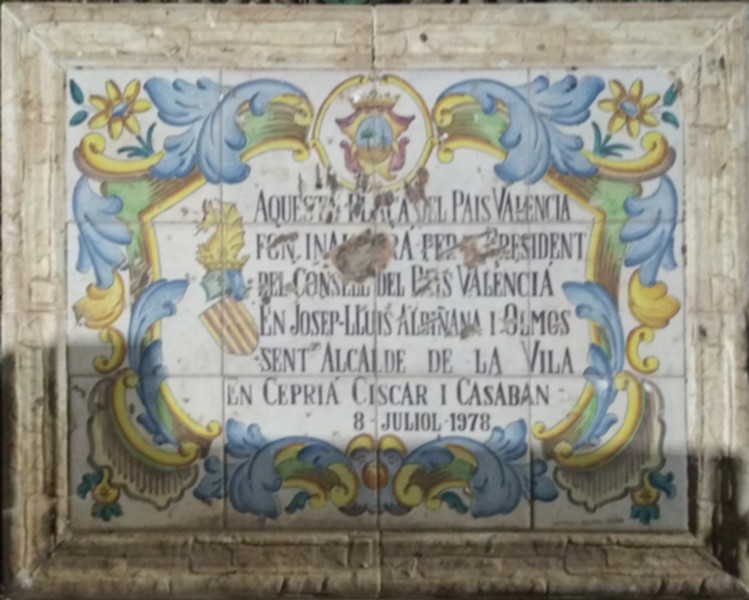
Taulell commemoratiu de la inauguració de la Plaça del País Valencià de Picanya pel president del Consell del País Valencià Josep Lluís Albinyana Olmos el huit de juliol de 1978.

Picanya va ser la primera localitat valenciana a sol·licitar l'Estatut d'Autonomia pel País Valencià el 25 d'abril de 1977 i ho feu per la via de l'article 151; L'històric acord de l'Ajuntament de Picanya (simultani a la petició cursada pel municipi de Bellreguard) es va realitzar a la primera sessió, després de la constitució formal, amb caràcter de sessió extraordinària, adoptant-lo la corporació per unanimitat. L'acord deia (castellà):
| « | L'Ajuntament de l'Honorable Vila de Picanya, reunit en sessió plenària a la històrica data d'avui, 272 aniversari de la Batalla d'Almansa, i a proposta del Sr. Alcalde-President, Don Ciprià Jesús Císcar Casaban; d'acord amb la crida del Consell del País Valencià en el seu Decret de 9 de Gener del present any (B. O. del C. del País Valencià, núm. 5 de 15 de Gener) fent ús de la facultat que li reconeix l'apartat 1er, article 151 de la Constitució i havent-se complert la condició imposada per la Disposició Transitòria tercera del cos legal esmentat, acorda manifestar la voluntat del Poble i de l'Ajuntament de l'Honorable Vila de Picanya, que d'acord amb els tràmits previstos a l'esmentat Article 151 de la Constitució es procedisca a la redacció i l'aprovació de l'Estatut d'Autonomia del País Valencià en l'exercici del dret que al País Valencià reconeix els Articles 2, 143 i Disposició Addicional primera de la Constitució. Aquest acord és adoptat per unanimitat... | » |

La corporació municipal que va aprovar el text estava formada per:
| - Ciprià Císcar Casaban (Alcalde) (PSPV) - Josep Almenar i Navarro (1er Tinent d'alcalde) (PSPV) - Víctor Fuentes Prósper (2n Tinent d'alcalde) (PSPV) - Pablo Maestre Martínez (Regidor) (PSPV) - Francisco Valero Raga (Regidor) (PSPV) - José Casaban Baviera(Regidor) (PSPV) | - Enrique Martínez Císcar (Regidor) (PSPV) - Consuelo Sanchis Ridaura (Regidora) (PSPV) - José Miguel Mora Martínez (Regidor) (PSPV) - José Prósper Company (Regidor) (PSPV) - José Lozano Rosa (Regidor) (PSPV) - Eutimio Borja Contreras (Regidor) (PCE) |

L'acord municipal de 25 d'abril, va entrar al registre del Consell del País Valencià el 26 del mateix mes, amb nombre de Registre 162. A partir d'aquest acord, la majoria dels ajuntaments se sumaria a la iniciativa del Consell. Ciprià Císcar va ser pioner prenent iniciatives polítiques, com va ser el fet de ser el primer ajuntament en anomenar a una plaça del País Valencià, que va ser inaugurada pel president del Consell del País Valencià, Josep Lluís Albinyana. Les de la plaça obres començaren l'any 1978 al lloc on es trobava una illa de cases i magatzems que foren enderrocats per a crear-la; el carrer de la Séquia i la Plaça José Antonio desapareixien; també va afectar els carrers Major i Torrent i a la Plaça Major.
La petició de l'Estatut d'Autonomia feu que el Consell del País Valencià el 17 de juliol de 1978 concedira al poble de Picanya el tractament d’“Honorable Vila”. La denominació de la plaça va propiciar que el governador civil de València, Manuel Pérez Olea, en juliol de 1978 basant-se en l'article 11 del Reial decret-llei 10/1978, de 17 de març, pel que s'aprova el règim preautonòmic del País Valencià, anul·lara concedir el títol d'“honorable” al municipi de Picanya, tot i el que el poble després va obtindre aquest honor.
Acta notarial de sol·licitud de l'obertura del procés autonòmic, per a la constitució de la Comunitat Autònoma del País Valencià a l'empara de l'article 151 de la Constitució espanyola (castellà)
| « | A València, a 24 d'octubre de 1979. Davant meu, Gregorio Pérez-Sauquillo i Cádiz, Notari d'aquesta Capital i Degà del seu Il·lustre Col·legi Notarial, compareix: El molt honorable i excel·lentíssim Sr. Josep LLuís Albinyana Olmos, president del Consell del País Valencià. El conec i em consta el càrrec per notorietat. Interessa de mi, el Notari, l'autorització d'ACTA DE PRESÈNCIA i, a aquest efecte, DIU: I.- Que en sessió extraordinària, data vint-i-cinc d'abril de mil nou-cents setanta-nou, el Ple de l'Ajuntament de l'Honorable Vila de Picanya va sol·licitar l'obertura del procés autonòmic, per a la constitució de la Comunitat Autònoma del País Valencià a l'empara de l'article 151 de la Constitució Espanyola, sent el primer municipi de les tres províncies germanes d'Alacant, Castelló i València que així ho demanava. II.- Que, a partir d'aquesta data, s'han anat rebent al Consell del País Valencià idèntiques peticions, acordades per la quasi totalitat dels municipis que integren les tres províncies del País, en els plens extraordinaris convocats amb aquesta finalitat; i així mateix ha estat sol·licitat per les Excel·lentíssimes Diputacions de les tres Províncies, segons tot això m'acredita amb les certificacions expedides pels fedataris de les respectives Corporacions, amb els visats pertinents. III.- Que, segons es demostra amb les certificacions de l'Institut Nacional d'Estadística pel que fa al nombre d'habitants de les tres Províncies, segons el Cens tancat el 31 de desembre de 1975 i Cens Electoral elaborat pel Ministeri de l'Interior, Direcció General d'Interior Política Interior, per al Referèndum Nacional, data 6 desembre de 1978, que m'exhibeix les dades corresponents a les tres Províncies són les següents: | » |

| Província            | Nombre de Municipis | Nombre d'habitants | Nombre d'electors |
| Alacant              | 138                 | 1.060.601          | 755.733           |
| Castelló de la Plana | 140                 | 411.121            | 309.681           |
| València             | 263                 | 1.939.483          | 1.452.842         |
| Totals               | 541                 | 3.411.205          | 2.518.256         |

| « | Xifres que sobrepassen aclaparadorament les previstes a l'article 151 de la Constitució Espanyola. IV.- Que el nombre de Municipis sol·licitants de l'obertura del procés autonòmic per constituir la Comunitat Autònoma del País Valencià, amb indicació del nombre d'habitants, Cens d'electors i percentatge que representen sobre el total del País Valencià, són els que resulten –segons les dades en poder del Consell, i certificacions exhibides– del quadre següent: | » |

|                      | Municipis | %  | Habitants | %  | Cens electoral | %  |
| Alacant              | 122       | 88 | 1.024.202 | 96 | 723.988        | 96 |
| Castelló de la Plana | 130       | 99 | 403.469   | 98 | 304.027        | 98 |
| València             | 260       | 99 | 1.920.265 | 99 | 2.467.371      | 99 |
| Totals               | 512       | 95 | 3.347.932 | 98 | 2.467.371      | 98 |

| « | V.- En conseqüència de l'exposat, sol·licita de mi, el Notari, que previ examen de les certificacions municipals i de les Excel·lentíssimes Diputacions que em presenta, faci constar per diligència el nom dels Municipis i Diputacions sol·licitants, amb expressió, de la data de la seva entrada als registres del Consell i número assignat a les mateixes. Trobe legítim el seu interès i accepte el requeriment. Llegida aquesta acta al Molt Honorable i Excel·lentíssim President del Consell del País Valencià, va comparèixer per renunciar al dret que coneix té de llegir per si mateix, l'aprova i la firma amb mi. Del contingut d'aquest instrument públic, estès a dos folis del timbre de l'Estat, classe vuitena, aquest i el número anterior correlatiu, jo, el Notari, done fe. Josep Lluís Albinyana. Signat i segellat: Gregorio Pérez-Sauquillo. Nota: La relació de municipis que sol·liciten l'autonomia, amb la data de sol·licitud, les recull Lluís Aguiló, a l'Autonomia, ja esmentat, en un annex, i correspon a les actes notarials referides. | » |

## Demografia
El 2024, Picanya tenia 11.866 habitants (INE).
| any  | habitants |
| ---- | --------- |
| 1787 | 567       |
| 1842 | 452       |
| 1857 | 855       |
| 1860 | 924       |
| 1877 | 992       |
| 1897 | 1.009     |
| 1900 | 1.119     |
| 1910 | 1.293     |
| 1920 | 1.472     |
| 1930 | 1.684     |
| 1940 | 2.288     |
| 1950 | 2.789     |
| 1960 | 3.011     |
| 1970 | 4.620     |
| 1981 | 5.389     |
| 1991 | 7.062     |
| 2000 | 7.789     |
| 2010 | 8.932     |
| 2020 | 11.606    |
| 2022 | 11.665    |
| 2024 | 11.866    |

- Nota: Entre el Padró de 1857 i l'anterior creix el terme municipal de Picanya perquè s'hi incorpora Vistabella, l'any 1851[37].

## Cultura

### Símbols
L'escut de Picanya, mitjançant armes parlants, fa referència al nom del municipi. Per etimologia popular, representa un "pi" i una "canya", vegetació que abunda a la zona, sobretot vora barranc.

### La primera sarsuela en català

#### Un casament a Picanya

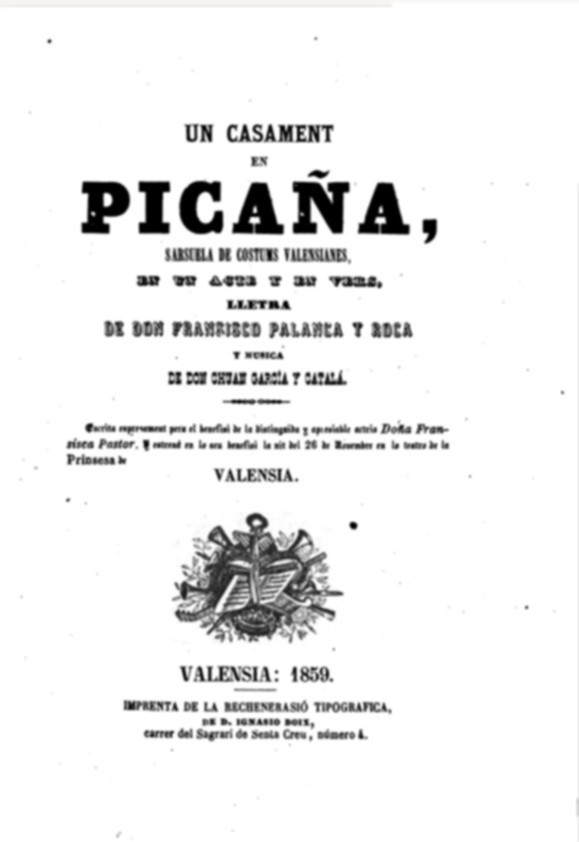
Un casament en Picanya, primera sarsuela en català (valencià) l'any 1859

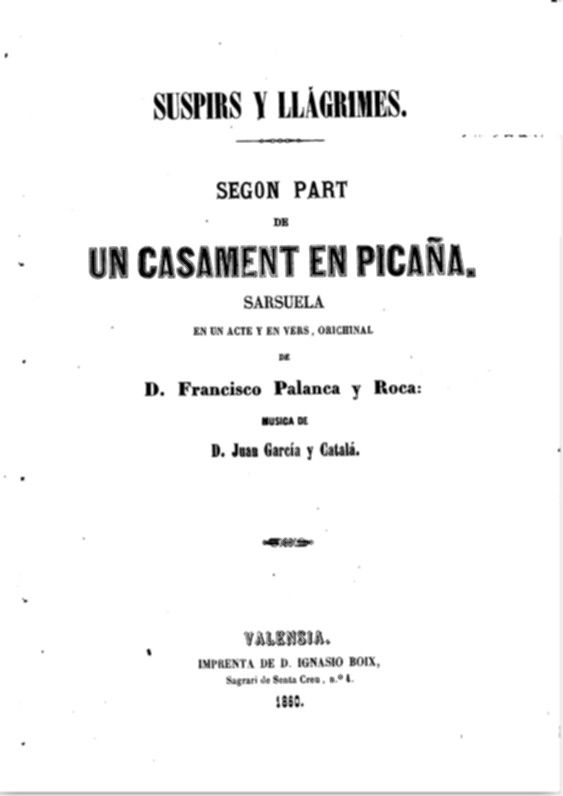
Segona part d'Un casament en Picanya anomenada Sospirs i llàgrimes

Un casament a Picanya de Francesc Palanca i Roca i música de Joan García i Català, va ser dedicada a Josep Bernat i Baldoví; estrenada l'any 1859 al Teatre Princesa de València, pot ser considerada la primera sarsuela escrita en valencià de la nostra història, segons Hilari García Gázquez.
La investigació «Els inicis de la sarsuela en valencià (1859-1874). Un casament en 'Picaña'», d'Hilari García Gázquez, ha estat publicada a la revista científica nord-americana «Studia Iberica et Americana: Journal of Iberian and Latin American Literary and Cultural Studies» de la Universitat Estatal de Califòrnia a Fullerton.
Segons l'estudiós Hilari García Gázquez, filòleg, compositor i director d'orquestra —ha dirigit l'Orquestra Filharmònica de la Universitat de València entre 2011 i 2018— i actual cap de servei de Planificació Educativa en la Conselleria d'Educació, Cultura i Esport de la Generalitat Valenciana, aquesta sarsuela és considerada com la primera escrita en el nostre domini lingüístic, cinc anys abans de la famosa «L'esquella de la torratxa» de Serafí Pitarra i Joan Sariols, estrenada al teatre Odeon de Barcelona el 1864, i consignada, fins ara, com a fita important per ser la primera en català per la major part dels llibres i enciclopèdies.
L'obra, «fou la més exitosa del panorama escènic valencià de la dècada dels seixanta dels segle xix per l'agilitat del llibret, la familiaritat de la trama, la proximitat de la llengua i la música», segons Hilari García. Tant que va ser també estrenada a Alacant, Palma i a Barcelona, on va ser representada al Romea i el Liceu.
Estructura de sainet
Aquesta sarsuela de costums valencianes, d'estructura en forma de sainet, en un acte i en vers. Va ser escrita, segons els autors, per al «benefisi de la distinguida y apresiable actriu Doña Francisca Pastor», que va interpretar el personatge de Toneta, el principal paper femení i eix de la trema sainetesca. Actuaren també en l'estrena d'aquella nit Manuel Nogueras, en el paper de l'alcalde de Picanya; Angela Burgos, com a Tomasa, tia de Toneta; Asensio Mora, en el personatge de Tonet, l'enamorat de Toneta i Angel Mollà que feia de Pascualo, rival de Tonet que pretén la mà de Toneta.
L'acció s'inicia a l'interior de la casa de Tomasa, al poble de Picanya, i després tota l'acció transcorre en aquesta població de l'Horta Sud, que en aquell temps comptava amb uns escassos 900 habitants. El llibret de l'obra, dedicat al conegut sainetista Josep Bernat i Baldoví, es va editar en la impremta de la Regeneració Tipogràfica de Ignasi Boix, el mateix any de l'estrena. L'autor del text Francisco Palanca i Roca, nascut a Alzira el 1834, va ser un popular escriptor de teatre en valencià, membre de Lo Rat Penat. En record seu es va instaurar el Premi de teatre Ciutat d'Alzira Palanca i Roca dins dels actuals premis literaris Ciutat d'Alzira.
L'autor de la música fou Joan García i Català, un conegut compositor, violinista i director, autor de les primeres sarsueles en valencià que tingueren gran èxit popular.

#### La segona part d'Un casament a Picanya: Sospirs i llàgrimes
Vist l'èxit popular de l'obra, amb 17 representacions seguides, els mateixos autors, a petició de l'empresari, sis mesos després, estrenen la segona part titulada «Sospirs i llàgrimes», també al teatre Princesa de València, amb els mateixos personatges. Donada la popularitat d'aquesta peça fou prorrogada el nombre de representacions previstes.

### L'exaliptre de l'Hort de Pla
Als anys 80 del segle xx l'arqueòloga Magdalena Monraval va descobrir a Picanya un dels vestigis més antics de la població, un exaliptre corinti. La troballa planteja la possibilitat d'un poblament molt antic, ibèric. Situat a espai obert en una zona al·luvial, factor destacat en les evolucions del medi indígena, entre els segles VIII i V aC. Cal puntualitzar, pel que fa a la zona de la troballa, que possiblement l'absència de més testimonis arqueològics es dega a la manca d'exploracions sistemàtiques.

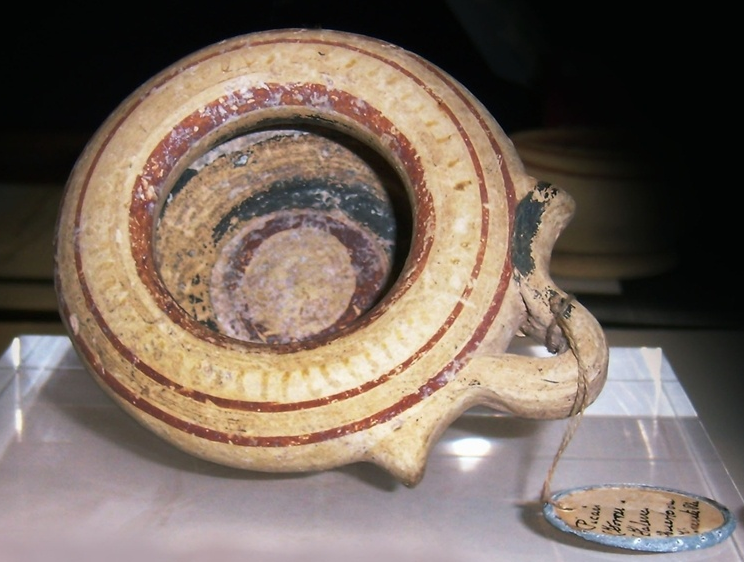
Imatge de l'exaliptre trobat al terme de Picanya i exposat al Museu de la Ciutat de València

L'exaliptre és un recipient que a l'antiguitat servia per contenir perfums. És una peça de tocador habitual a l'aixovar grec encara que també els ibers tenien al seu aixovar funerari flascons amb perfums. Aquest tipus de gots es comencen a trobar a partir de 550 aC en recintes funeraris.
La peça trobada a Picanya forma part del repertori de ceràmiques gregues, púniques i romanes, de la Col·lecció Miguel Martí Esteve. De totes les peces d'aquesta col·lecció, únicament l'exaliptre té una documentació externa que indica el lloc de la troballa. A l'etiqueta consta, «Hort de Vicent
Pla. Picanya».
L'Hort de Pla és una àmplia propietat amb un mas de considerable importància. La zona actualment està dedicada al cultiu de cítrics, lleugerament abancalada, s'observen les modificacions sofertes per l'adequació d'aquests cultius. Podria pensar-se que la troballa devia realitzar-se en el moment de la construcció d'alguna de les
dependències de la finca. L'espai ocupat per aquesta propietat és molt considerable i les tasques agrícoles han afavorit en gran manera l'alteració del paisatge, no obstant això, i ateses les característiques geològiques de la zona, el nivell arqueològic pertanyent a aquesta troballa podria molt bé estar a considerable profunditat.
Dimensions de la peça

Llarg màxim: 8,65 cm. (inclosa l'ansa).

Ample màxim: 7,10 cm. (correspon al diàmetre màxim).

Alçària: 3,40 cm.

Diàmetre de la base: 5,00 cm.

Diàmetre de la boca: 3,80 cm.

Gruix de la paret: 0~60 cm.
Textura de la peça

Es tracta d'un petit exaliptre de fang clar decorat a base de cercles concèntrics al diàmetre de la peça. Fet d'argila beix-groguenca molt homogènia. Superfícies recobertes per engalba beix clar. Decoració geomètrica a base de cercles concèntrics a la boca del recipient. Superfície exterior: banda de color vermell maó contornejant la boca, seguida d'una altra línia fina en ocre clar força perduda. A continuació, uns traços curts en sentit
radial, també a ocre. Segueix una altra banda molt fina en vermell maó, dues línies en ocre clar, i un altre filet en vermell maó, que coincideix amb el diàmetre màxim a l'alçada del nansa. A la superfície interior presenta una banda de color vermell maó i una altra en negre, ambdues concèntriques, sent la negra de major diàmetre. A la superfície exterior de la base tres cercles concèntrics, un en vermell maó i els dos estants en ocre clar. Ansa horitzontal, enganxada, de perfil sinusoidal. La base lleugerament sobrealçada.
Hi ha recipients semblants a Ritsona (Grècia) i a Rússia en soterraments de finals del segle VI aC. L'únic paral·lel peninsular és el trobat a Villaricos (Almeria). L'exaliptre de Picanya connecta el món ibèric de la Contestània, al sud del riu Xúquer, amb la zona de l'Edetània situada al nord. Actualment l'original s'exposa al Museu de la Ciutat de València on va arribar com a part del conjunt de ceràmiques gregues de la col·lecció M. Martí Esteve el 1951. Una rèplica de l'exaliptre original, obra del ceramista ceramista de Manises Xavier Morant s'exhibeix a la Biblioteca Municipal de Picanya.

### Les Trobades d'Escoles en Valencià
El 25 d'abril de 2004, Picanya va acollir la 17a Trobada d'Escoles en Valencià, i l'11 de maig de 2024 la va tornar a acollir, en este cas en la seua 36a edició, on també es va commemorar el 40é aniversari de la LUEV.

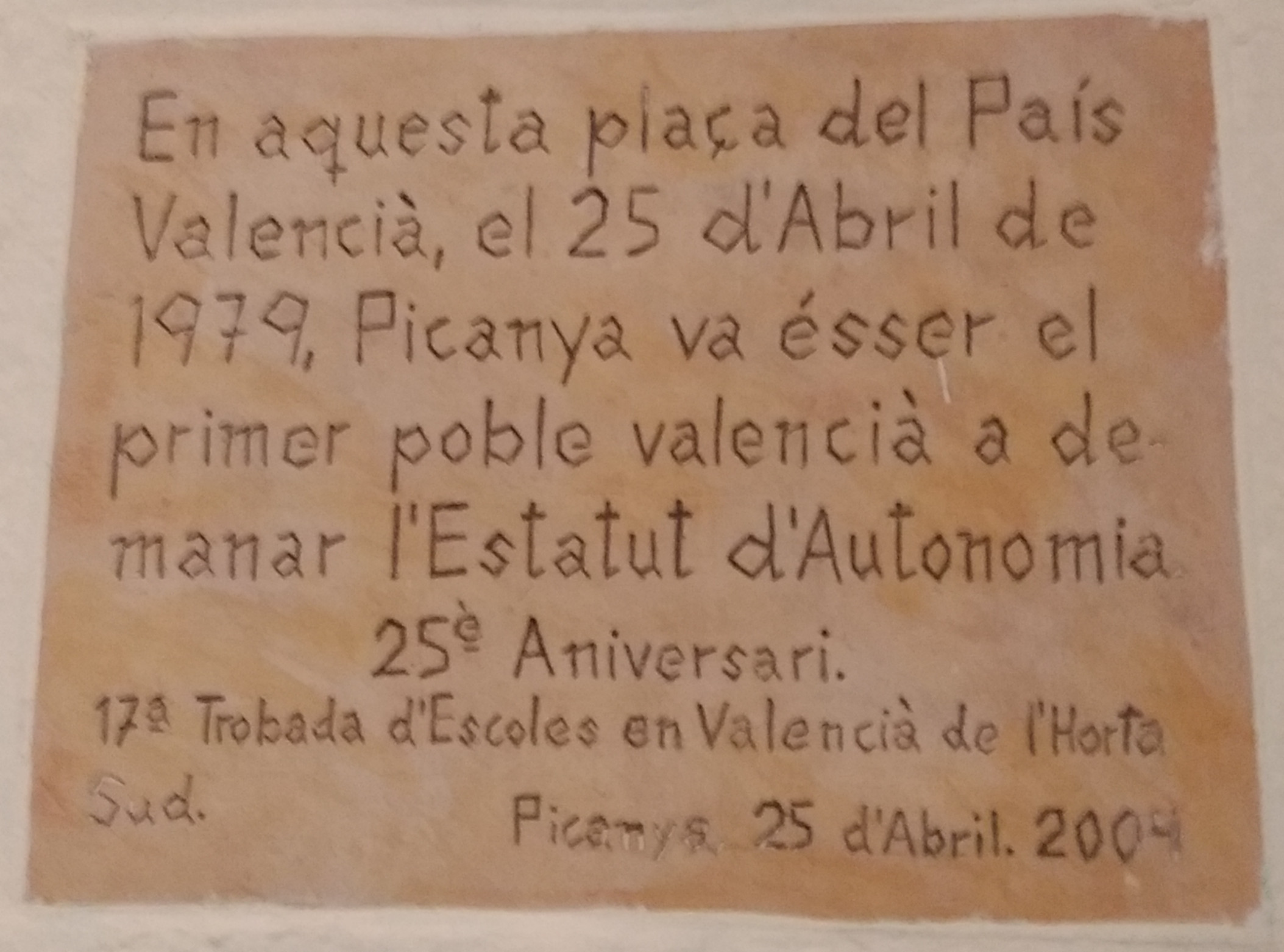
Taulell commemoratiu de la dessetena Trobada d'Escoles en Valencià (any 2004) celebrada al poble de Picanya pels 25 anys de la petició de l'Estatut d'Autonomia del País Valencià.

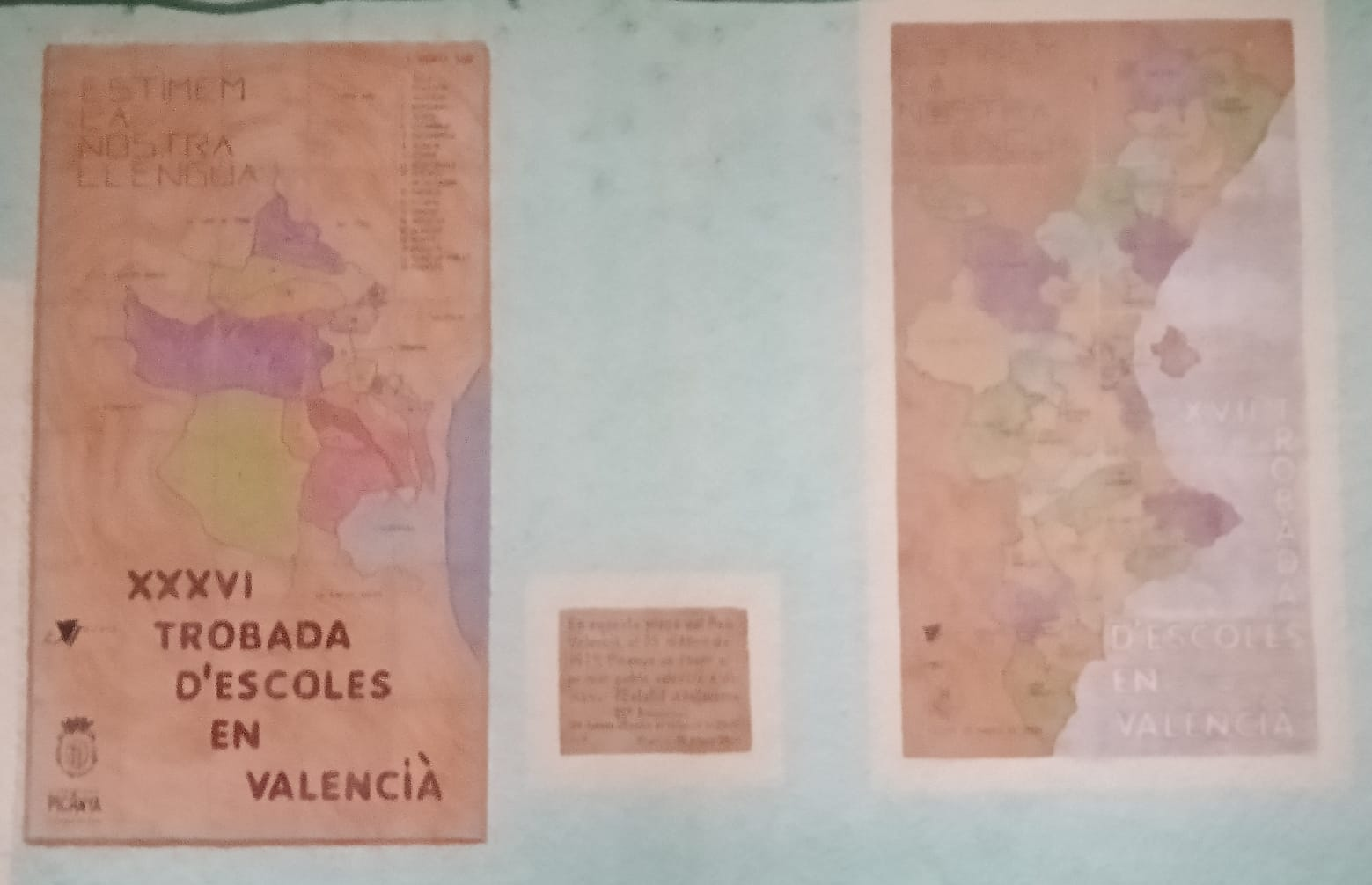
Trobada d'Escoles en Valencià 2004 i 2024 - Picanya

Just vint anys després, al març de 2024, els pobles de Picanya i Mutxamel van encetar les primeres Trobades d’Escola Valenciana de 2024 amb el lema «Fem poble, parlem valencià», crida per la llengua i pel patrimoni cultural i lingüístic. Este esdeveniment va estar coordinat per «Guaix» i «la Cívica», amb el suport del professorat i les famílies.
A Picanya, es feren diferents activitats, com ara la Trobada de Secundària i Batxillerat de l’Horta Sud el 22 de març, a la plaça del País Valencià, amb l'afluència d'estudiants de dotze centres dels municipis de Picanya, Paiporta, Torrent, Picassent, Mislata, Alaquàs i la pedania de Castellar-l'Oliveral, inserida dins del terme municipal de València, i altres actes com la Trobada Musical del 15 al 18 d’abril; la Nit del Guaix fou el 19 d’abril, i el lliurament dels premis Sambori el 26 d’abril.

### Cançó tradicional valenciana
Un sabater de Picanya, és una cançó tradicional valenciana.
Lletra
| Un sabater de Picanya, nya, Tota la nit menjant col, col, col, Mentre que el burro en la quadra, dra, No li pega mai el sol, sol, sol. Les sabates que fan a Picanya Tenen soles de fulles de col, I els burros allà dins la quadra, Estan cegos per no veure el sol. | Ai, Picanya, que el sabater t'enganya Fent sabates amb les soles de col. Trau el burro, el burro de la quadra, Que al pobra li pegue un poc el sol. Un sabater de Picanya, nya, Tota la nit menjant col, col, col, Mentre que el burro en la quadra, dra, No li pega mai el sol, sol, sol. |

### Arquitectura i monuments

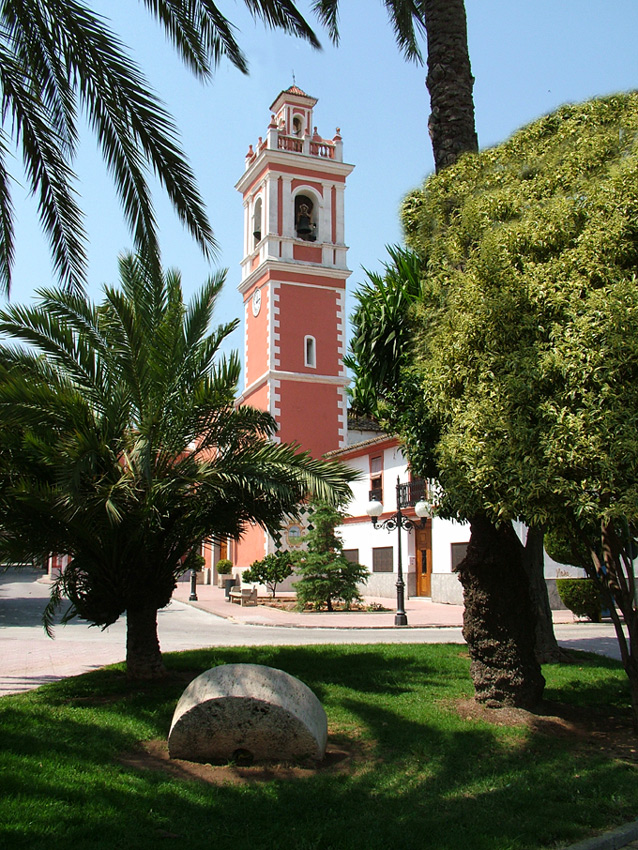
Església de la Mare de Déu de Montserrat

- Església de la Mare de Déu de Montserrat del segle xvii.[60]
- Alqueria de Moret. Conjunt arquitectònic de finals del segle xx, típic de la zona de l'horta de València. Després d'una intensa rehabilitació de diversos anys a càrrec de programes de formació de joves, les Escoles Taller i Cases d'Ofici, és ara el Centre Empresarial "Alqueria de Moret" un espai municipal on es presten els serveis de formació i mediació laboral així com de serveis a empreses i comerços de la localitat.[4]

### Conjunt històric
- L'Hort de les Palmes i el motor de Giner.

## Parcs i jardins
- Parc Europa. Està situat al costat dels carrers Hospitalaris i l'Avinguda Jaume I, i disposa d'àmplia zona enjardinada, zones de joc infantils, fonts d'aigua decoratives i per beure i pistes de petanca. El travessa el carril bici.
- Parc Panazol. Aquest extens parc està situat al carrer Germanies, molt a prop del Pavelló Esportiu Municipal. El carril bici que uneix Picanya i Paiporta passa pel mateix. Disposa de font d'aigua, zona de passeig arbrada i parc de jocs infantil.
- Parc de la Primavera
- Parc de l'Estació
- Parc de Vistabella
- Parc de Bellavista
- Parc de les Albízies
- Parc infantil Passeig de les Lletres
- Jardí Botànic
- Parc de patinatge i monopatí
- Parc Jove. És una nova instal·lació dedicada a l’oci actiu, especialment pensada per al públic adolescent i jove, on s'hi pot practicar futbol, bàsquet, ping-pong i CrossFit. L’element més singular d’esta nova instal·lació és el sostre tèxtil sobre la pista central, que permet programar activitats a l’aire lliure (concerts, cinema, teatre...) sense haver de patir per les inclemències de l'oratge.[61]

### Murals i art de carrer
Cap a finals de la dècada dels 1980, Picanya va apostar per l’art al carrer com a element de millora de l’espai públic. Des d’aleshores, i fins ara, un bon nombre de murals i intervencions plàstiques han transformat mitjaneres, parets o altres elements poc enriquidors del paisatge urbà, en elements artístics.
- Mural del carrer de la Pau
- Escenari de la Plaça del País Valencià
- Mural de la torre de les Aigües Potables
- Façana del Mercat Municipal
- Templet dels Amants
- Mural homenatge al TBO de l'edifici del carrer Marqués del Túria
- Mural de l'edifici del Carrer València, al costat del pont Vell
- Mural façana conservada al carrer Alqueria Rulla[63]

### Entitats esportives
- Penya Ciclista Tarazona
- Atlètic Benimar Picanya C.F.
- Picanya Bàsquet
- Club d'atletisme Camesllargues

### Esdeveniments esportius
- Quarta i Mitja Marató Picanya-Paiporta.

### Festes i celebracions
- Sants de la Pedra. Les festes en honor d'Abdó i Senén se celebren el 30 de juliol. Ha sigut tradicionalment la festa celebrada pels festers més joves del municipi i té els seus orígens en l'economia agrària que tradicionalment va tindre el poble de Picanya. En els darrers anys els actes festius s'han traslladat en acabar les Festes Majors de «La Sang».

- Sant Antoni Abat (Sant Antoni del porquet). Té lloc el 17 de gener amb la tradicional benedicció dels animals. Hi acudix gent d'altres pobles amb cavalls i carros.

- Falles. En l'actualitat existixen quatre Falles i una Junta Local Fallera. Per orde d'antiguitat, la primera falla que es va crear va ser la Falla Barri del Carme, que com el seu nom indica, està ubicada al barri del Carme de la població, un barri que pertany al nucli antic del poble. Posteriorment, va nàixer la Falla Plaça del País Valencià, i per acabar, la falla Avinguda Santa Maria del Puig. Cal assenyalar, que des del 1981 fins al 1993 va existir una quarta falla anomenada Falla Colon, que va acabar desapareixent. Al 2019 es va crear la falla Vistabella. D'entre les quatre falles, destaca la Falla Barri del Carme, per ser la més veterana i la que més primers premis ha aconseguit fins al moment. Quant a la Junta Local Fallera, es va fundar l'any 1981 i des d'eixe moment, s'encarrega de marcar les pautes que han de seguir les Falles als diferents concursos i actes. La Junta Local, compta amb el President Nat, que és l'alcalde que estiga governant en eixe moment, i que té un paper més aviat simbòlic. A més, està el President Executiu i els seus delegats, que pertanyen a les tres comissions. Finalment, és important ressaltar que la Junta Local, compta cada any amb dos falleres majors del poble, que són la màxima representació al món de les falles picanyer i que es trien de manera rotatòria entre les quatre Comissions de Falla, de manera que totes puguen estar representades. Les Falleres Majors cada any estan acompanyades de les seues respectives Corts d'Honor, pertanyents a totes les Falles.

- Corpus Christi. El dia del Corpus es fa una enramada de pètals de flors al llarg dels carrers pels quals transcorre la processó.[19] Es tracta d'una festa de tradició antiquíssima, en la qual els grups de danses ballen la moma, la magrana, nanos, etc...

- Festes Majors. Se celebren en honor de la «Puríssima Sang», «La Sang», (Ecce Homo)[h] i a la Mare de Déu de Montserrat, el segon dimecres després de Sant Pere i el 8 de setembre respectivament.[19] Eixos dies se celebren cercaviles, actuacions musicals i de teatre, cavalcades, processons, ofrenes de flors, etc.

## Economia
Picanya té una agricultura basada en la producció de cítrics i cultius de temporada, indústria amb un gran auge productiu i empreses sobretot del sector terciari, principalment de distribució, logística i serveis.
En el municipi hi ha quatre polígons industrials (Faitanar, Taronja, l'Alqueria de Moret i Raga) i la zona industrial Sud.

## Política i govern

### Composició de la Corporació Municipal
El Ple de l'Ajuntament està format per 17 regidors. En les eleccions municipals de 2023 foren elegits 9 regidors del Partit Socialista del País Valencià (PSPV-PSOE), 3 de Compromís per Picanya (Compromís),4 del Partit Popular (PP) i 1 VOX.
| Eleccions municipals de 28 de maig de 2023 - Picanya |                                     |                                     |                                     |       |         |          |
| Candidatura | Candidatura                         | Candidatura                         | Cap de llista                       | Vots  | Vots    | Regidors |
| | PSOE                                |                                     | Josep Almenar i Navarro             | 3.305 |         | 9 (-2)   |
| | Partit Popular                      |                                     | Remedios Pellicer                   | 1.479 |         | 4 (+2)   |
| | Compromís per Picanya               |                                     | Guillem Gil Puig                    | 1.241 |         | 2 (+1)   |
| | VOX                                 |                                     | Ángel García de Marina              | 471   |         | 1 (+1)   |
| | Vots en blanc                       |                                     |                                     | 86    |         |          |
| Total vots vàlids i regidors | Total vots vàlids i regidors        | Total vots vàlids i regidors        | Total vots vàlids i regidors        | 6582  | 100 %   | 17       |
| | Vots nuls                           | Vots nuls                           | Vots nuls                           | 60    |         |          |
| Participació (vots vàlids més nuls) | Participació (vots vàlids més nuls) | Participació (vots vàlids més nuls) | Participació (vots vàlids més nuls) | 6642  | **      |          |
| Abstenció | Abstenció                           | Abstenció                           | Abstenció                           | *     | **      |          |
| Total cens electoral | Total cens electoral                | Total cens electoral                | Total cens electoral                | '*    | 100 %** |          |
| Alcalde: Josep Almenar i Navarro (PSPV) Per majoria absoluta dels vots dels regidors |                                     |                                     |                                     |       |         |          |
| Fonts: http://picanya.org/rs/55974/d112d6ad-54ec-438b-9358-4483f9e98868/a3b/filename/resultats-municipals-autonomiques-2023.pdf (* No són vots sinó electors. ** Percentatge respecte del cens electoral.) |                                     |                                     |                                     |       |         |          |

### Alcaldes
A continuació s'inclou una llista incompleta dels alcaldes anteriors a l'any 1979:
| Període   | Alcalde                | Partit Polític                      | Observacions |
| --------- | ---------------------- | ----------------------------------- | ------------ |
| 1857-1863 | Ramón Valero           | ?                                   |              |
| ?         | Marcelino Garcés       | ?                                   |              |
| 1936-1937 | Vicent Císcar Ruiz     | Front Popular                       | [ 67 ]       |
| 1940      | Francisco Raga Casabán | ?                                   |              |
| ?         | Batiste Valero         | FE de les JONS                      |              |
| ?         | Ramón Navarro i Garcés | FE de les JONS                      |              |
| ?         | Ricardo Navarro        | FE de les JONS                      |              |
| 1976-1979 | Ciprià Císcar Casaban  | Junta Democràtica del País Valencià | [ 68 ]       |

#### Membres del Consell Municipal de Picanya[69]
| Període        | Alcalde               | Partit Polític        |
| -------------- | --------------------- | --------------------- |
| 26 febrer 1936 | Vicent Ciscar Ruiz    |                       |
| 31 gener 1937  | Vicente Escribá Martí | UGT                   |
| 14 juliol 1938 | Dalmacio Sos Antonino | Izquierda Republicana |

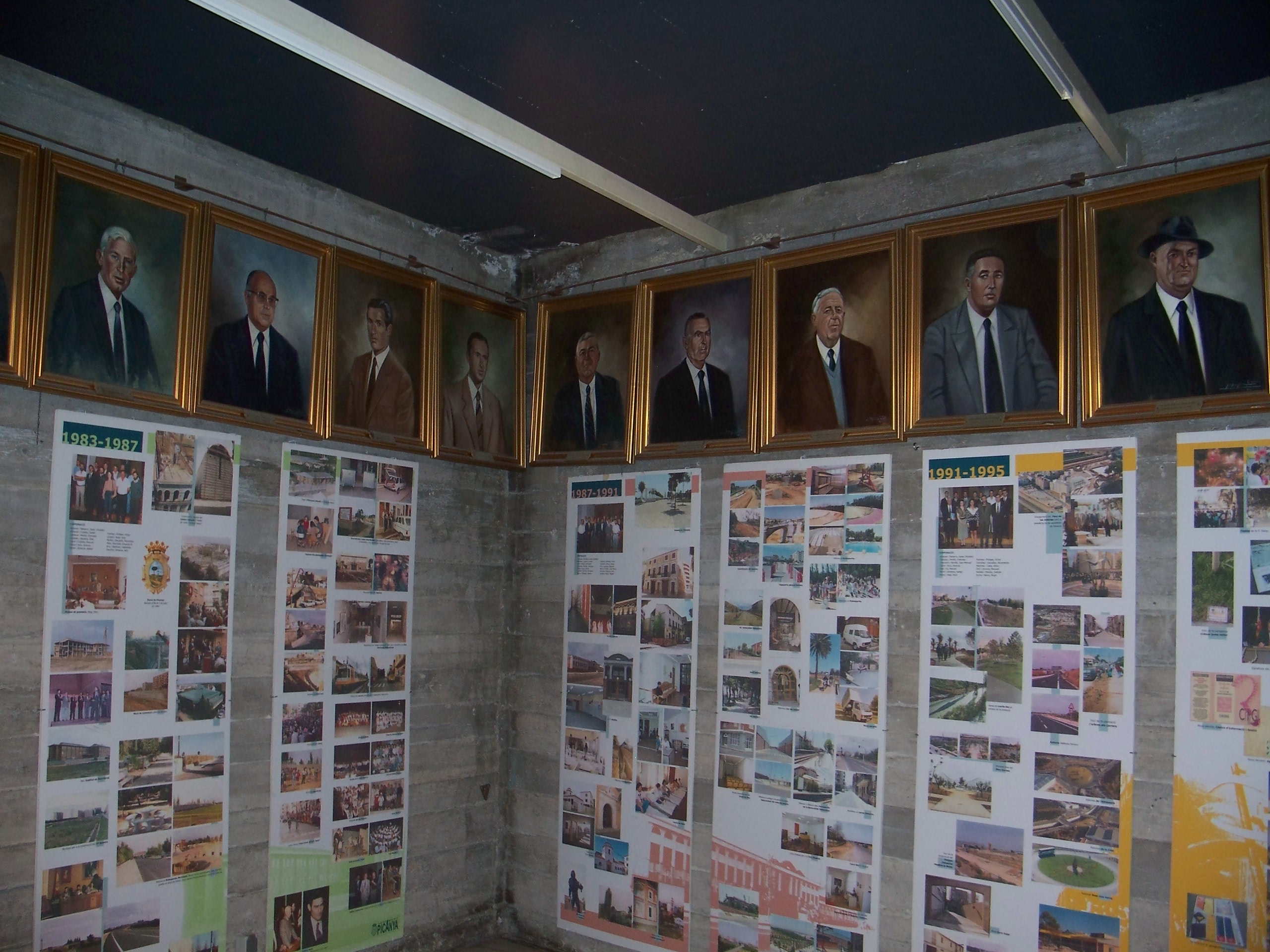
Quadres amb els alcaldes de Picanya en la sala d'exposicions de la Plaça del País Valencià.

Des de 1983 l'alcalde de Picanya és Josep Almenar Navarro de PSPV-PSOE.
| Període                       | Alcalde o alcaldessa    | Partit polític | Data de possessió | Observacions |
| ----------------------------- | ----------------------- | -------------- | ----------------- | ------------ |
| 1979–1983                     | Ciprià Císcar Casaban   | PSOE           | 19/04/1979        | --           |
| 1983–1987                     | Josep Almenar i Navarro | PSOE           | 28/05/1983        | --           |
| 1987–1991                     | Josep Almenar i Navarro | PSOE           | 30/06/1987        | --           |
| 1991–1995                     | Josep Almenar i Navarro | PSOE           | 15/06/1991        | --           |
| 1995–1999                     | Josep Almenar i Navarro | PSOE           | 17/06/1995        | --           |
| 1999–2003                     | Josep Almenar i Navarro | PSOE           | 03/07/1999        | --           |
| 2003–2007                     | Josep Almenar i Navarro | PSOE           | 14/06/2003        | --           |
| 2007–2011                     | Josep Almenar i Navarro | PSOE           | 16/06/2007        | --           |
| 2011–2015                     | Josep Almenar i Navarro | PSOE           | 11/06/2011        | --           |
| 2015–2019                     | Josep Almenar i Navarro | PSOE           | 13/06/2015        | --           |
| 2019-2023                     | Josep Almenar i Navarro | PSOE           | 15/06/2019        | --           |
| Des de 2023                   | Josep Almenar i Navarro | PSOE           | 17/06/2023        | --           |
| Fonts: Generalitat Valenciana |                         |                |                   |              |

## Persones rellevants
- Salvador Alejos i Valero (Picanya 1866 - 1941) fou un tenor.
- Vicent Serrador i Alejos (Picanya 1868 - 21 d'abril de 1944)[j], fou un rector.
- Vicent Císcar Ruiz, (Picanya 1888 - Picanya 1981), fou llaurador i polític.
- Francisco Valero i Simó (Picanya 1895 - 1969) fou empresari i advocat.
- Ciprià Císcar Casaban (Picanya, 1946) és un advocat i polític.
- Víctor Fuentes Prósper (Picanya, 1948) és un economista i polític.
- Francesc Planells i Tordera (Picanya, 1958 - 2001), fou un bibliotecari i activista cultural.
- Carmen Amoraga Toledo (Picanya, 1969) és una periodista, política i escriptora.

## Galeria d'imatges

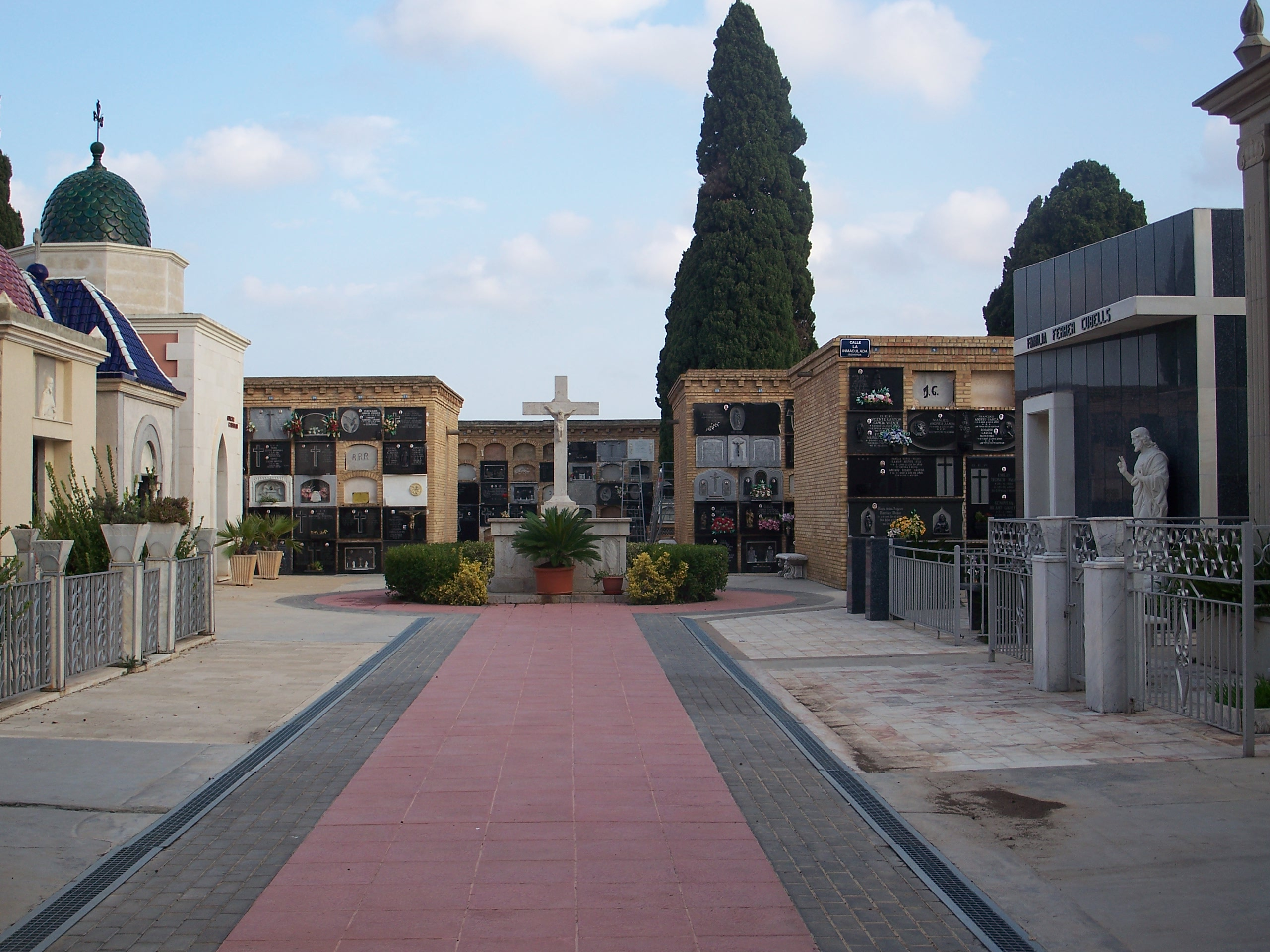
Cementeri Parroquial de Picanya
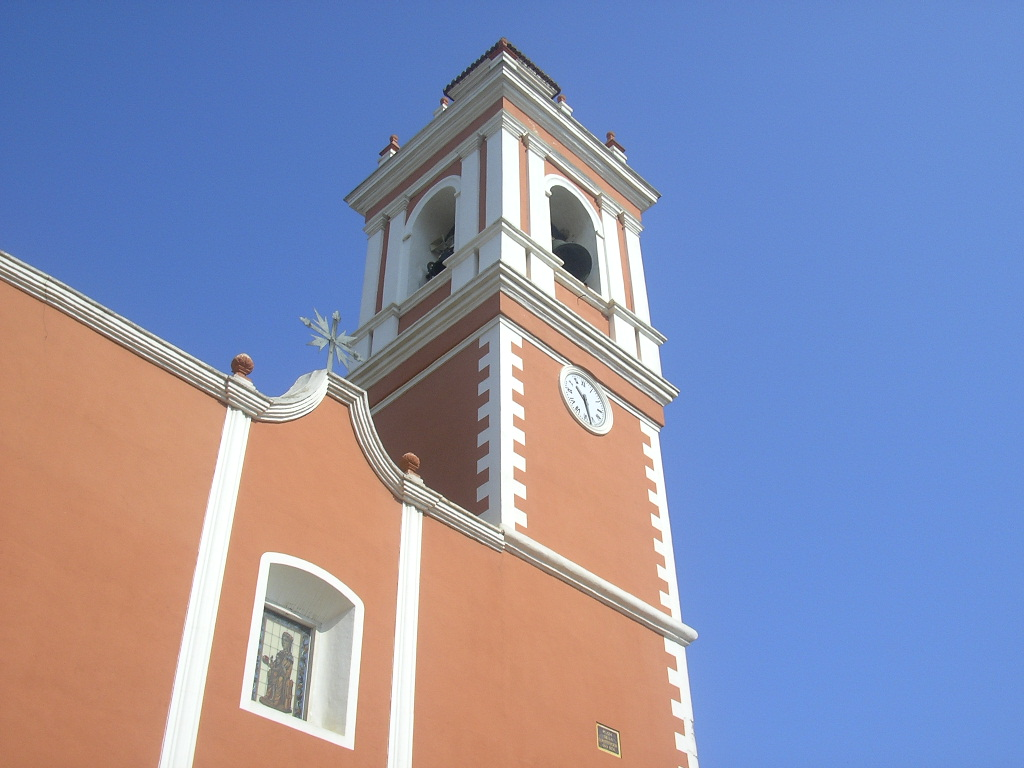
Església de Picanya
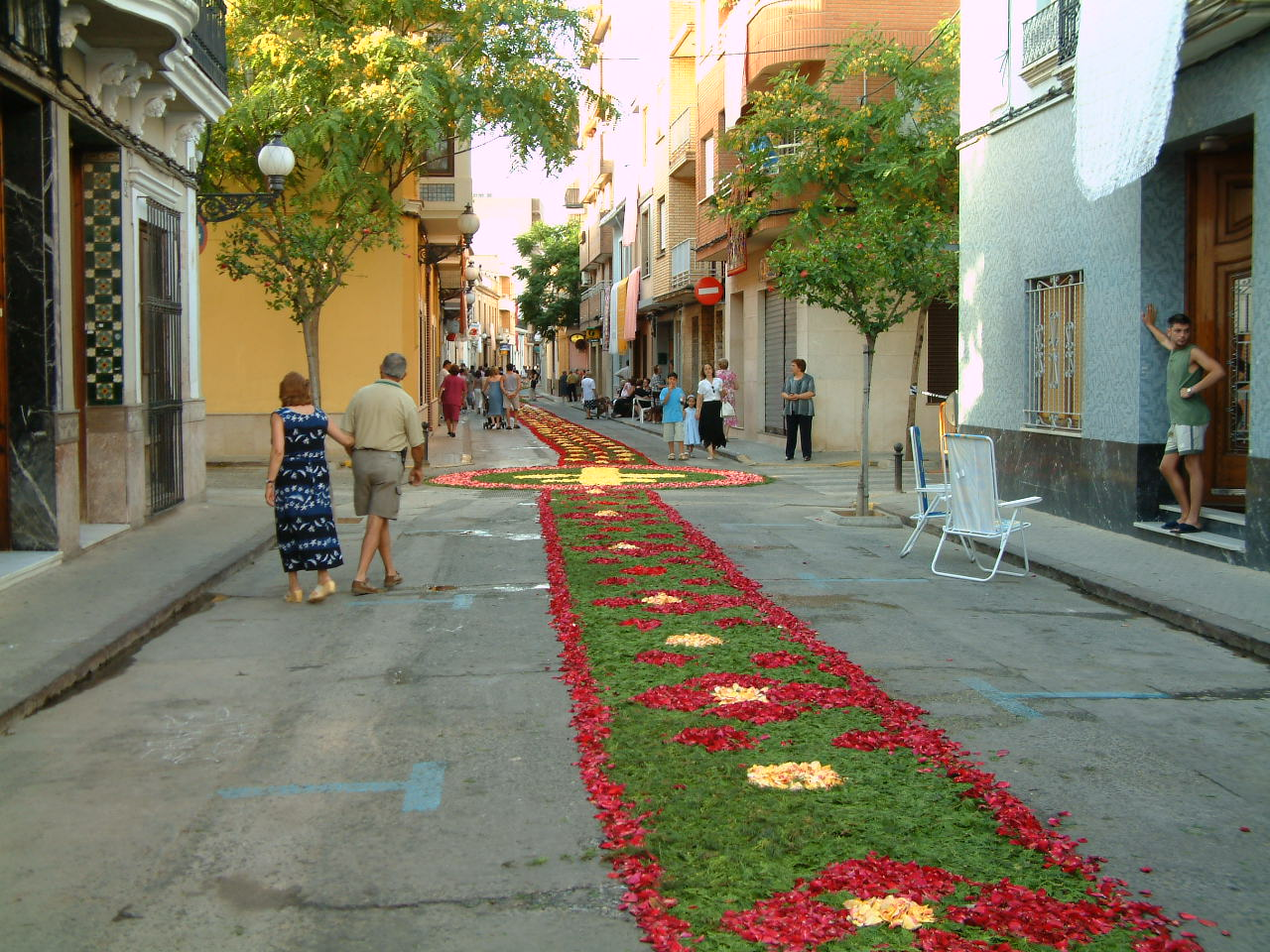
La festa del Corpus

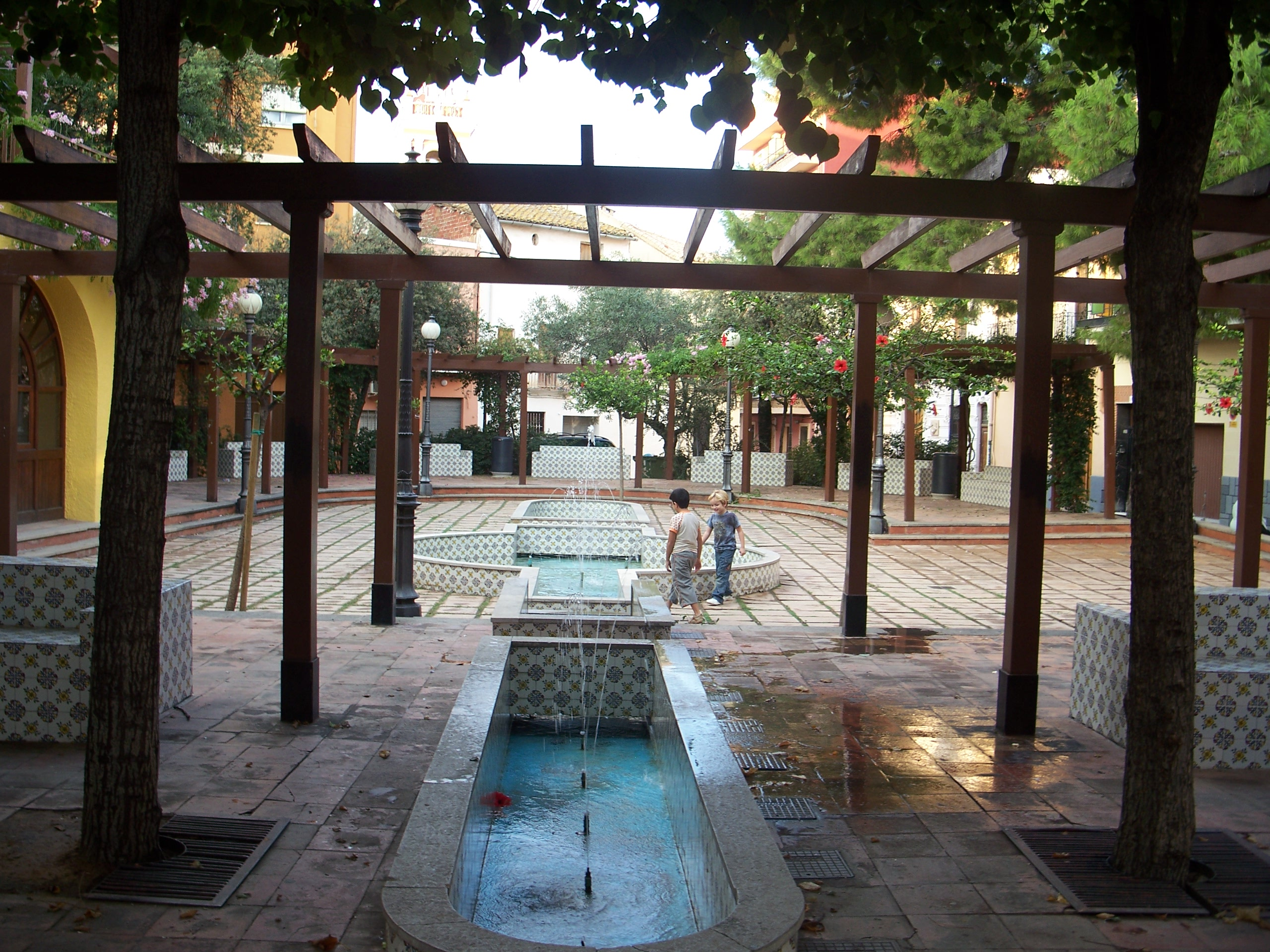
Plaça Major
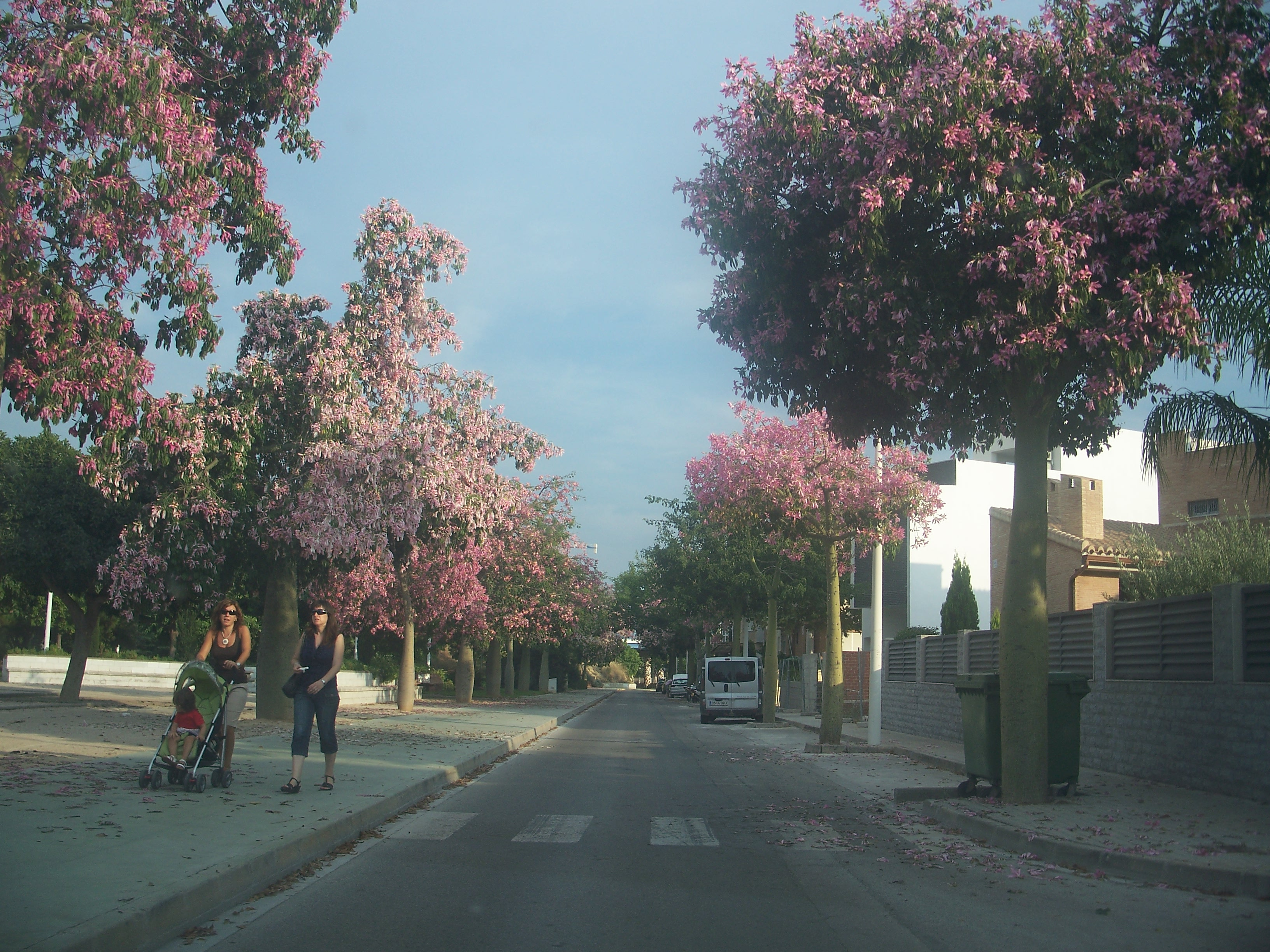
Avinguda de Germanies
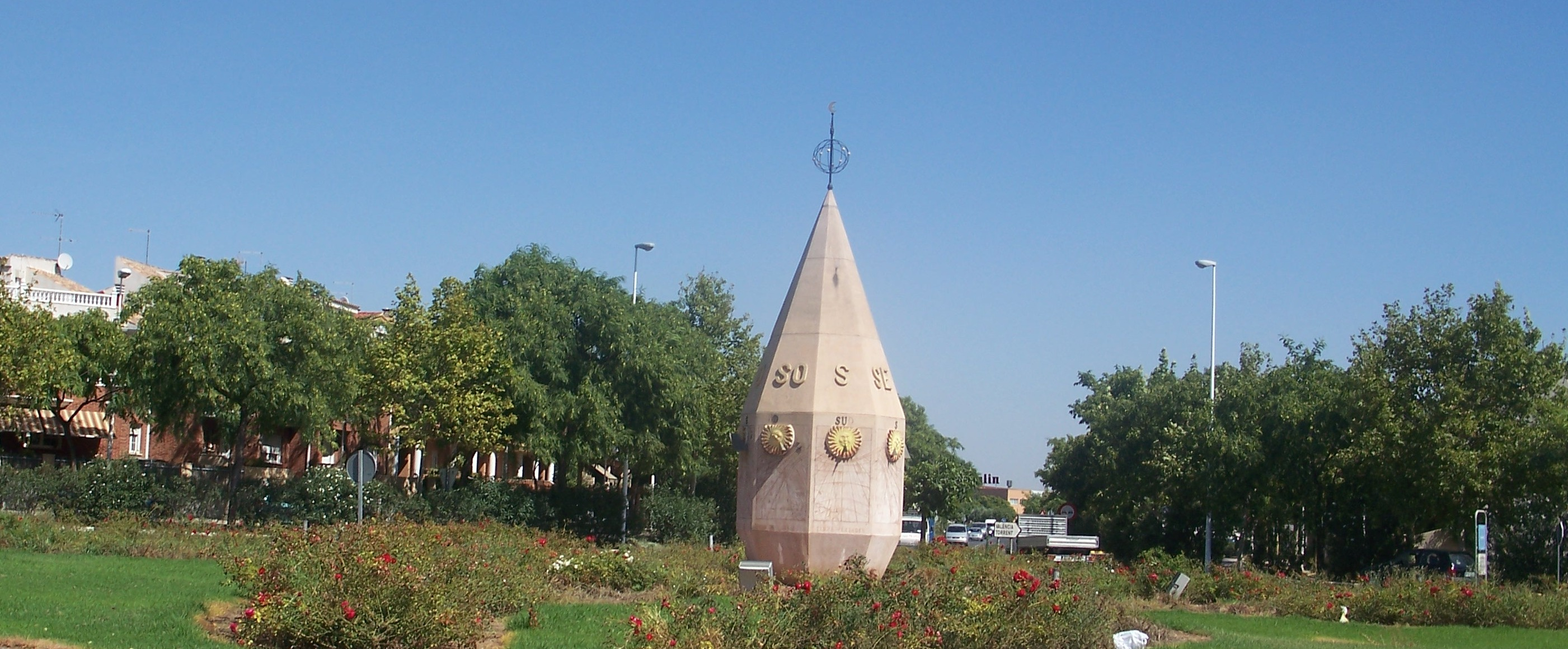
Rosa dels Vents

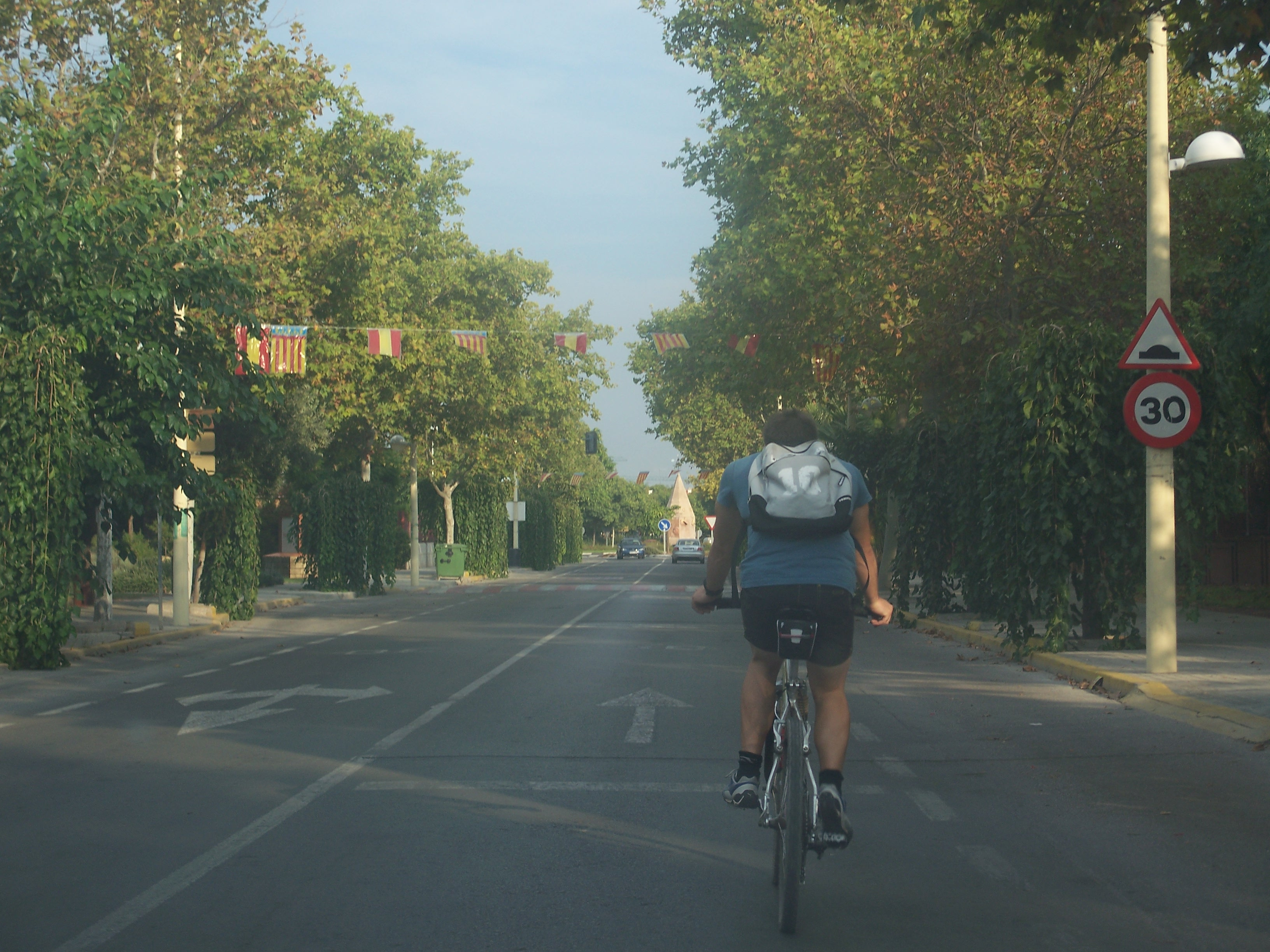
Carrer de la Senyera
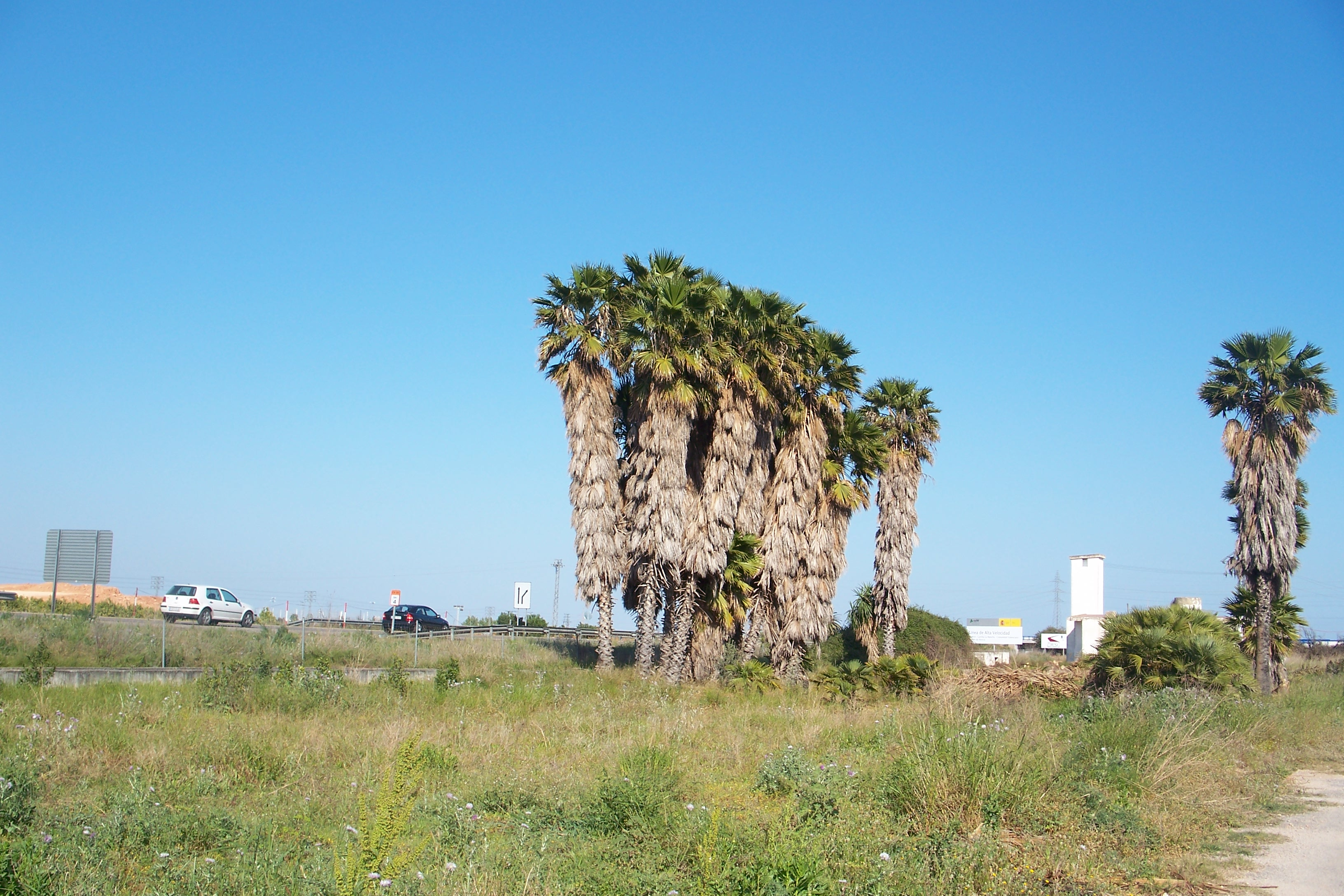
L'autovia Torrent-València al seu pas per la partida del Realenc.
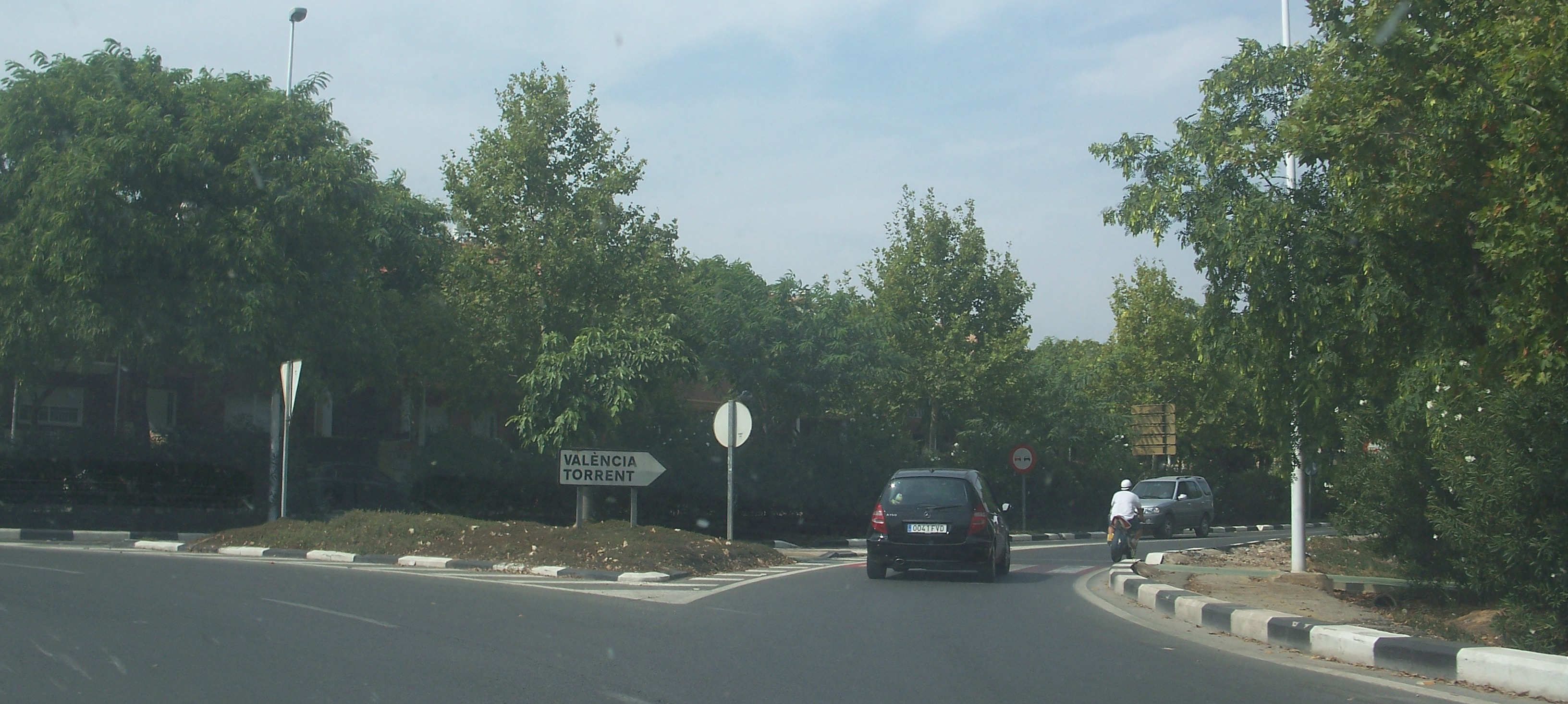
Rotonda a Picanya, direcció València Torrent.